# Biserica de lemn din Coșevița

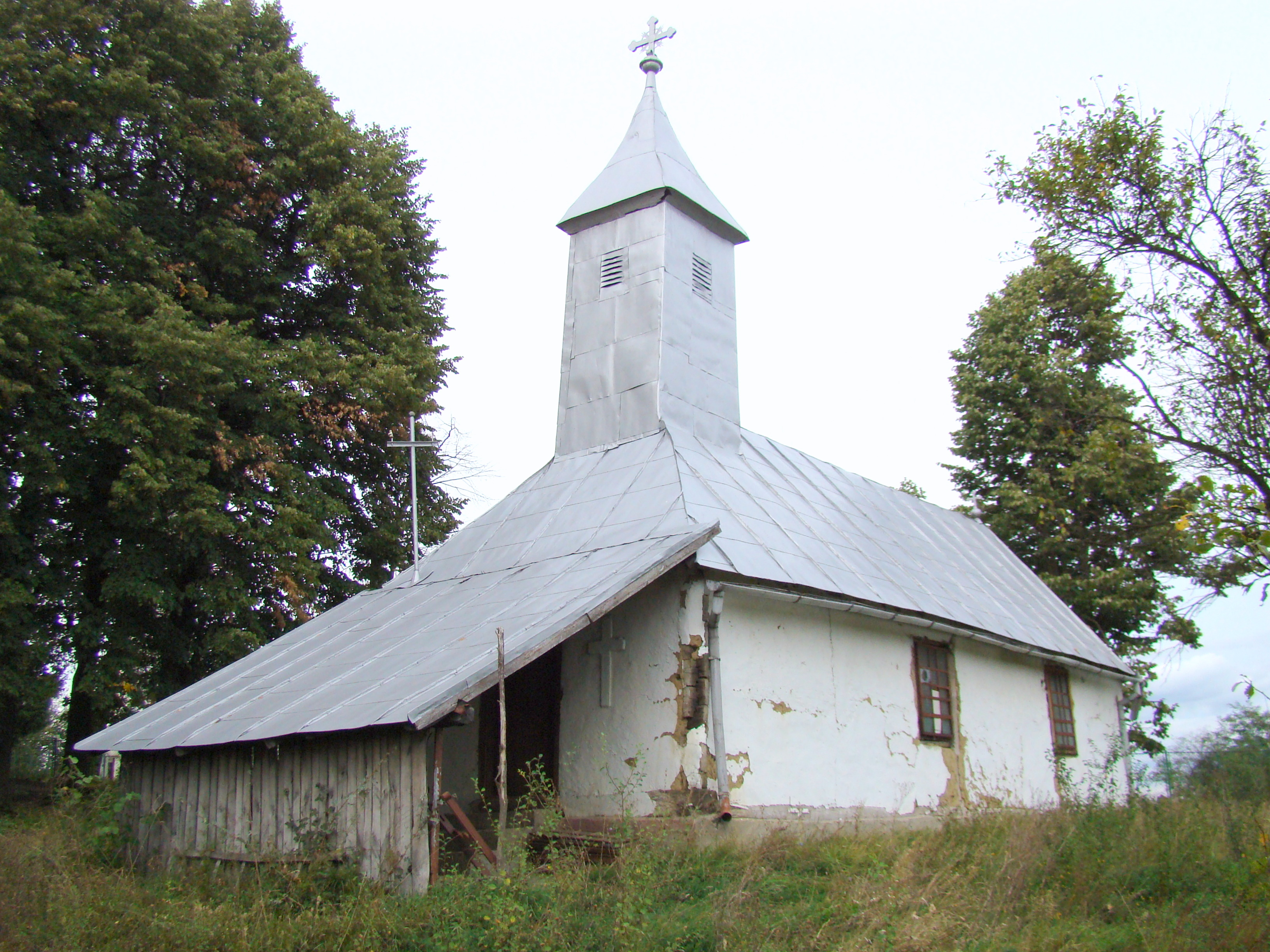
Biserica de lemn „Sfinții Apostoli Petru şi Pavel” din Coşeviţa, comuna Margina, județul Timiș, foto: septembrie 2009.

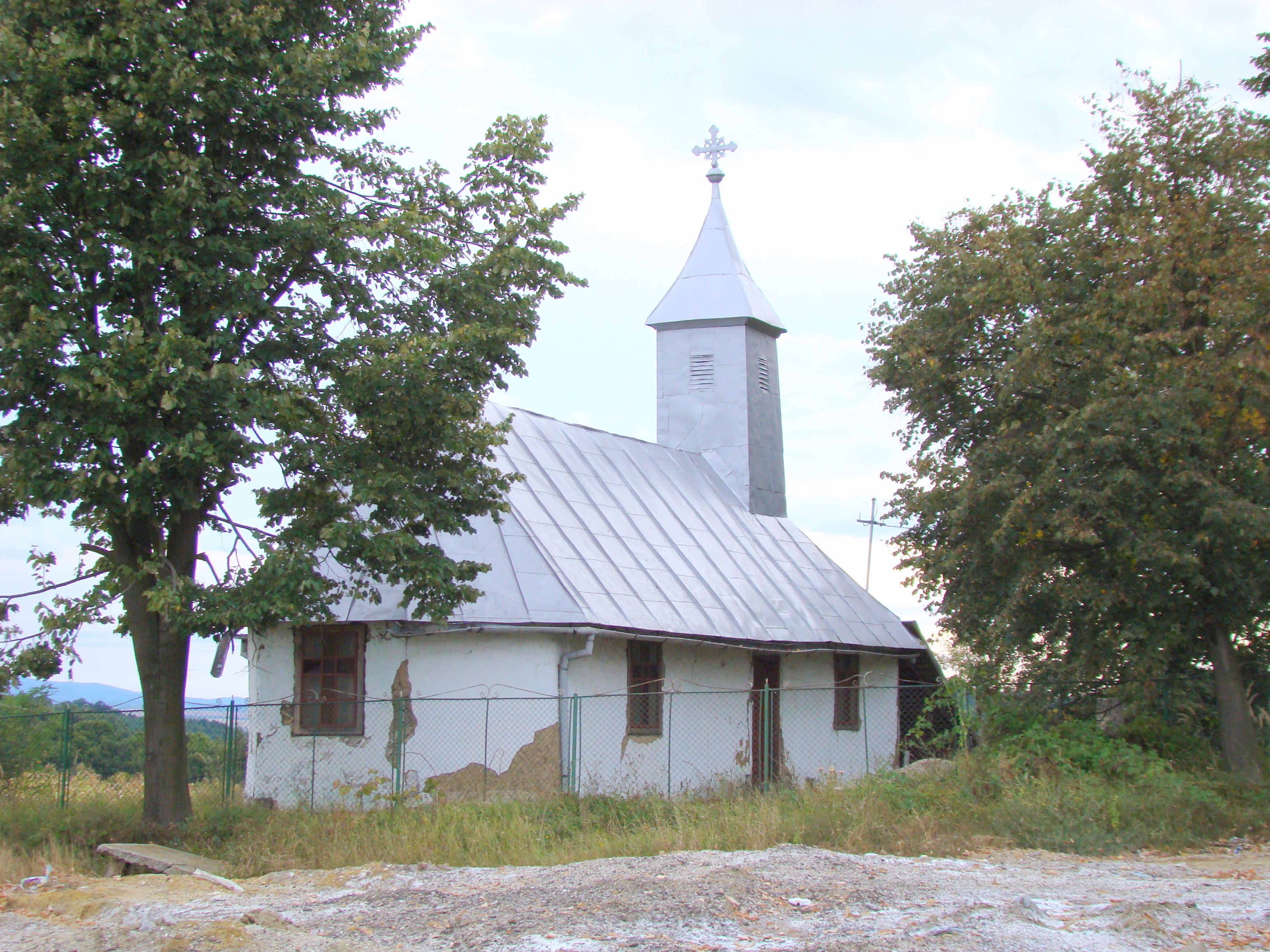
Biserica (nord-est)

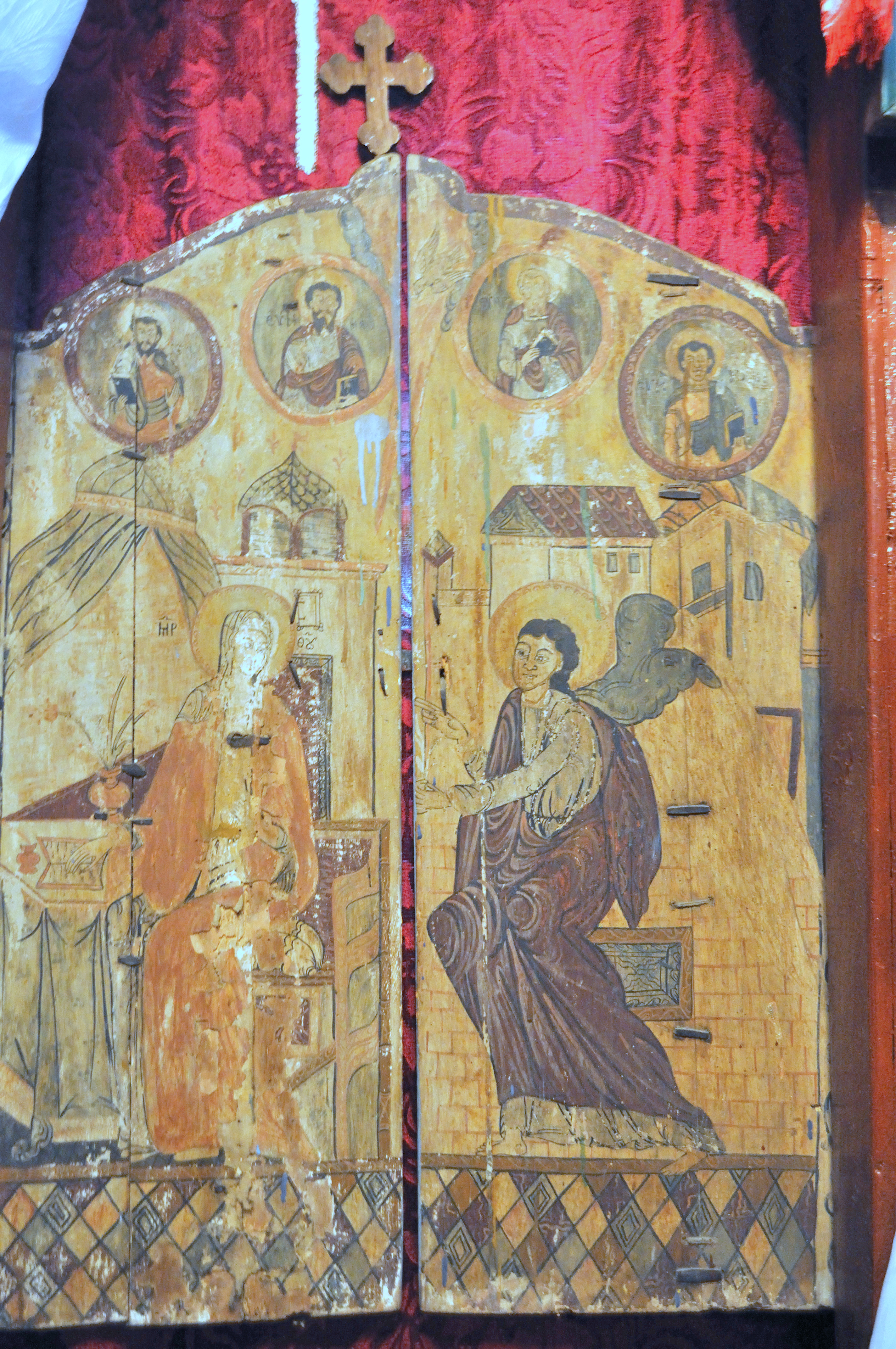
Ușile împărătești: Buna Vestire

Biserica de lemn din Coșevița, comuna Margina, județul Timiș a fost construită în 1776. Biserica are hramul „Sf.Apostoli Petru și Pavel” (29 iunie) și se află pe noua listă a monumentelor istorice sub codul LMI  TM-II-m-B-06211.

## Trăsături
Biserica de lemn „Sf.Apostoli Petru și Pavel” din Coșevița, sat înșiruit de-a lungul drumului, la limita estică a județului Timiș, domină dealul ce marchează capătul satului, unde este plasată între crucile de lemn ale vechiului cimitir. La doar câteva zeci de metri se trece deja în județul Hunedoara. Are același plan simplu care păstrează tradiția constructivă a bisericilor din zona Făgetului: pronaos, naos și altar poligonal, bolta de lemn din interior. Particularitatea bisericii din Coșevița, care se mai întâlnește la bisericile din zona Făgetului doar la cea de la Românești, este prelungirea acoperișului deasupra intrării, pe latura de vest, realizându-se o formă simplă de pridvor. Biserica se află într-o stare avansată de degradare și necesită reparații urgente. 

## Imagini din exterior

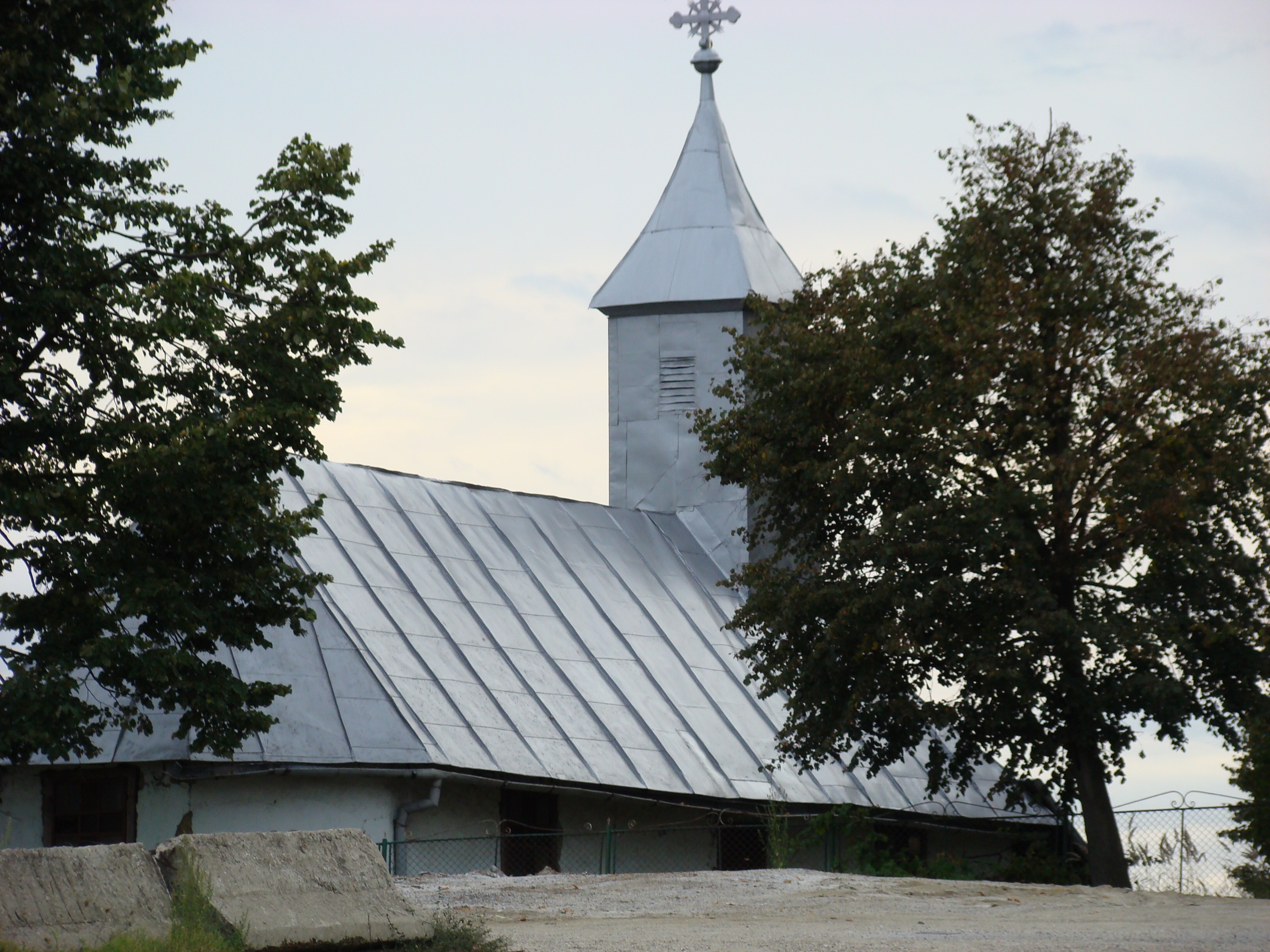
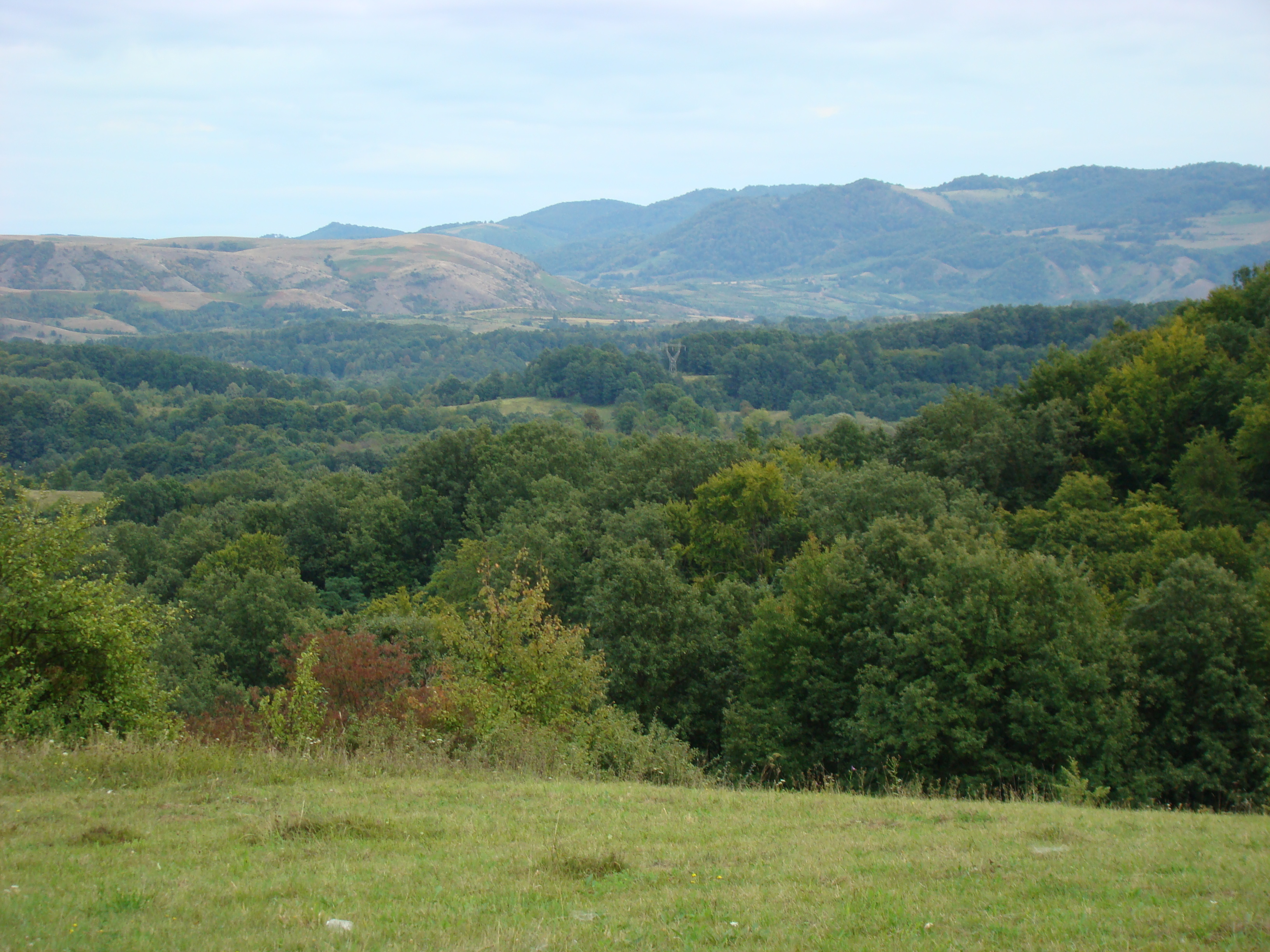
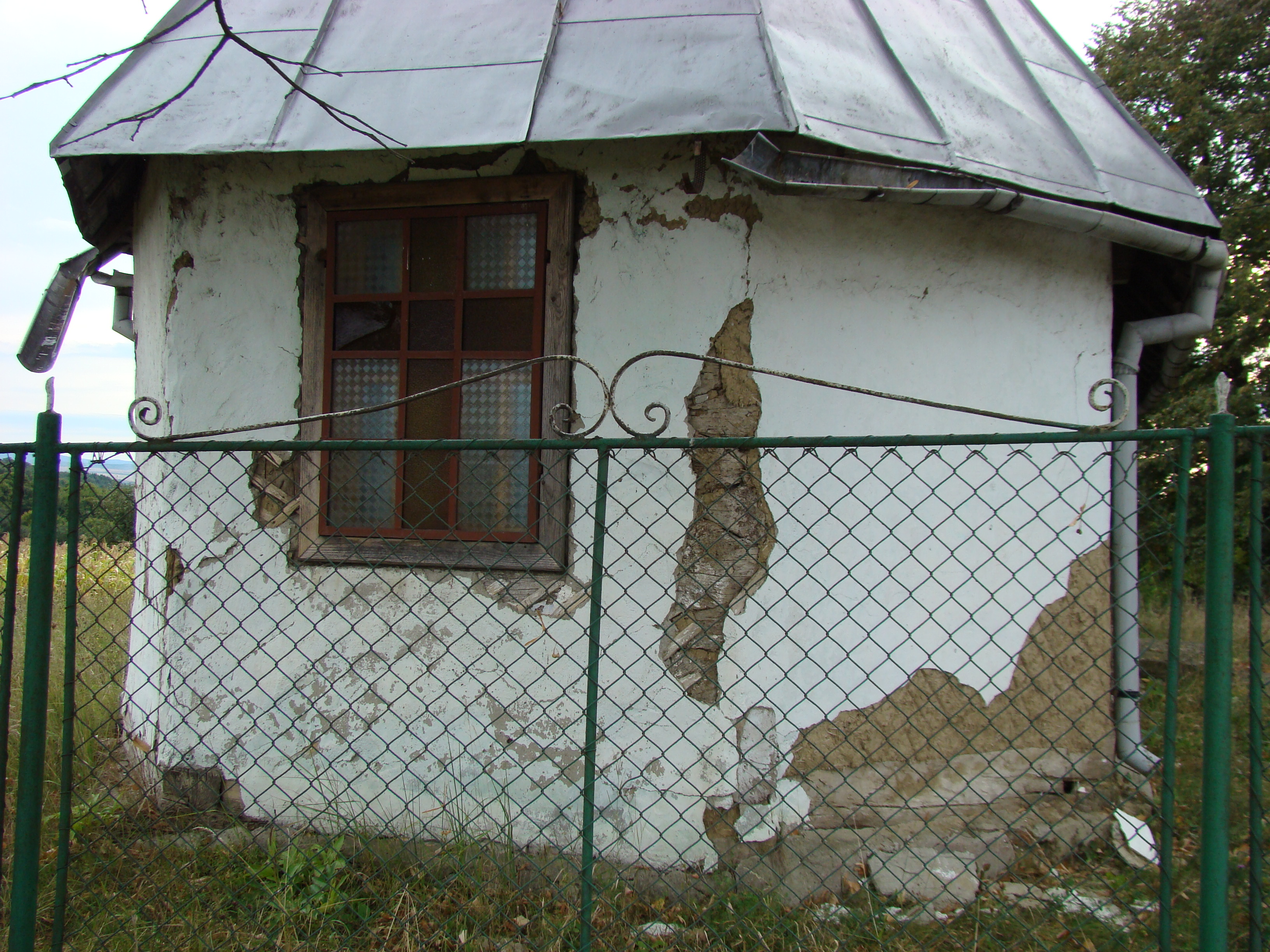
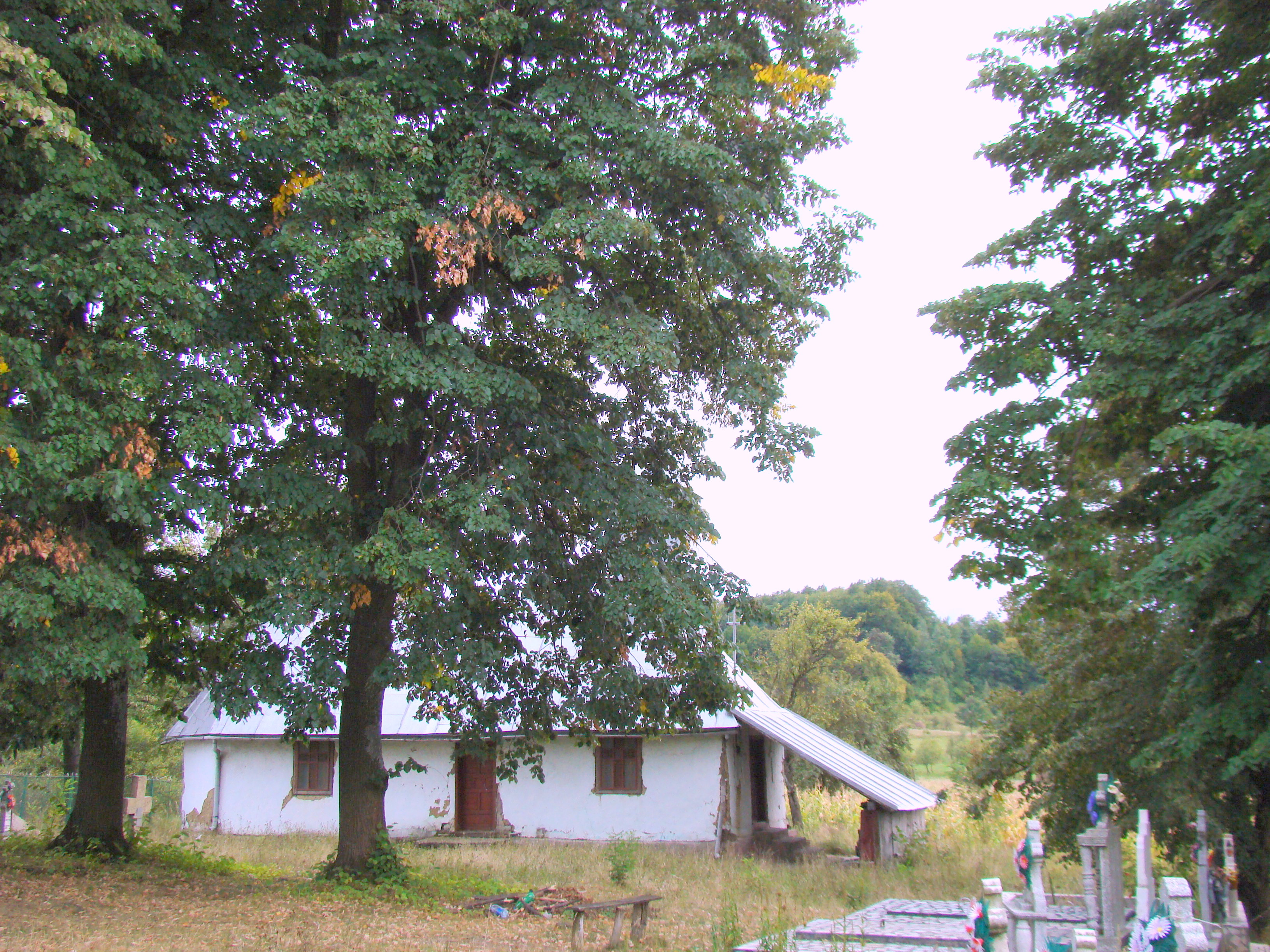
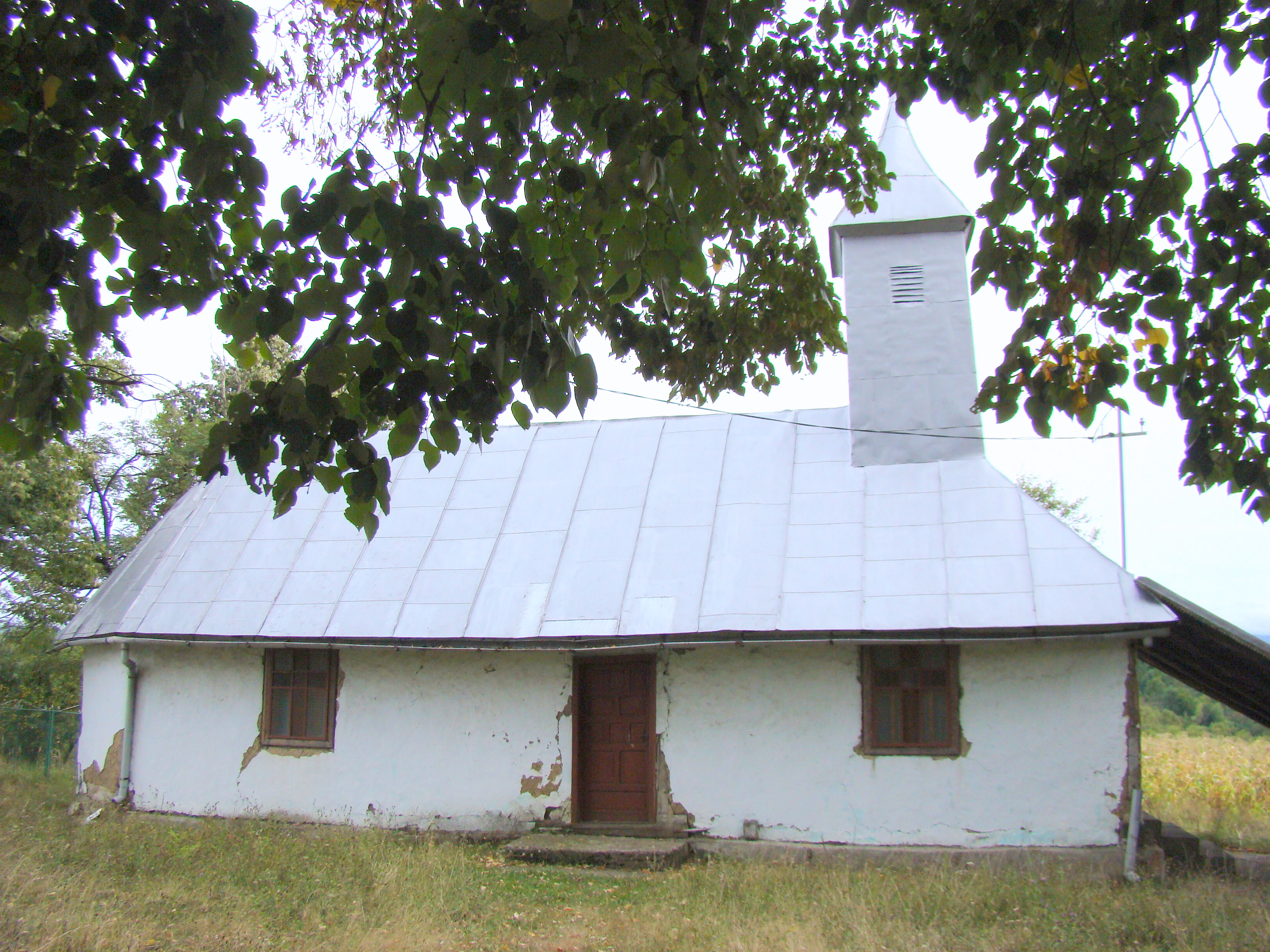
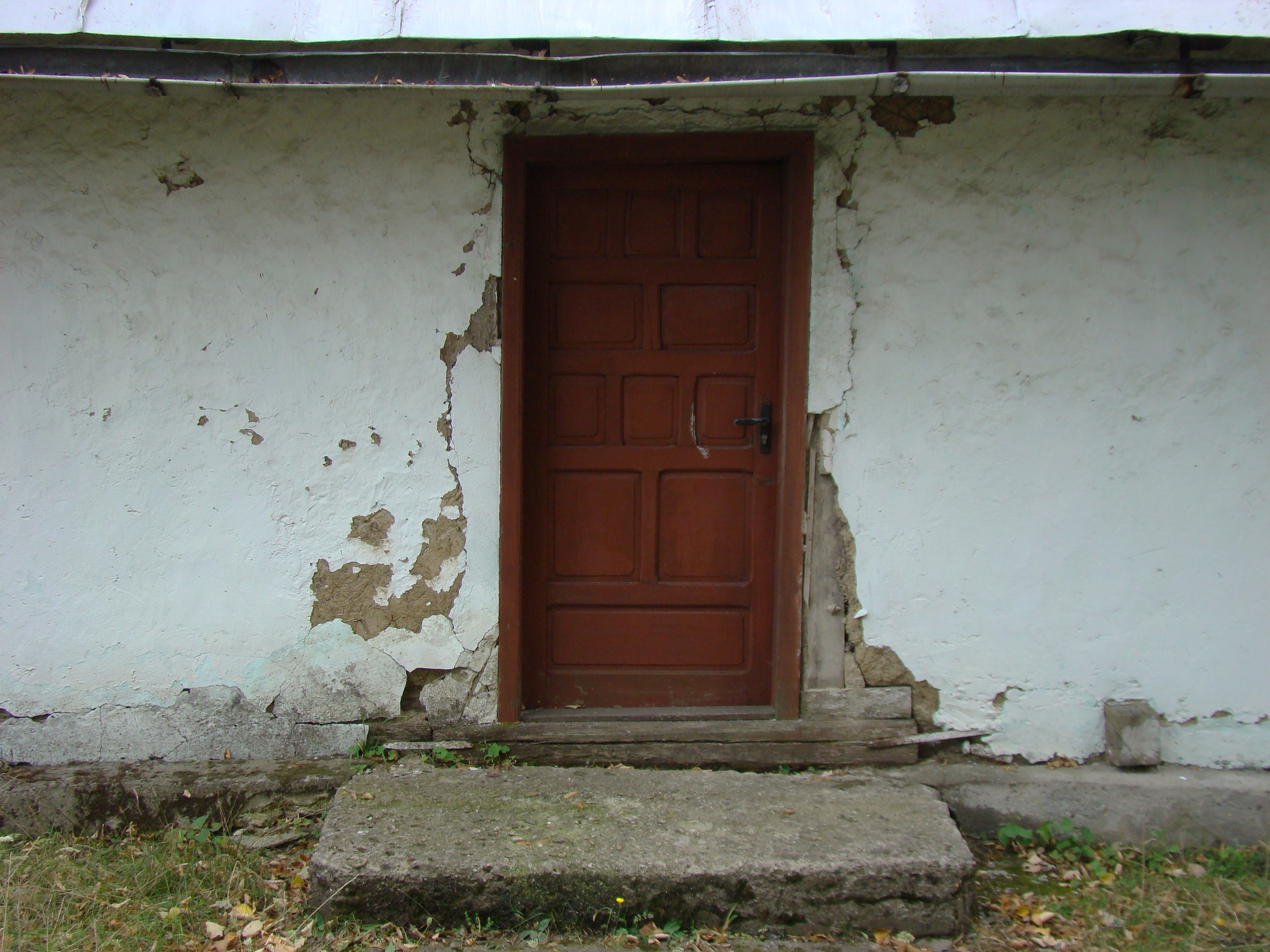
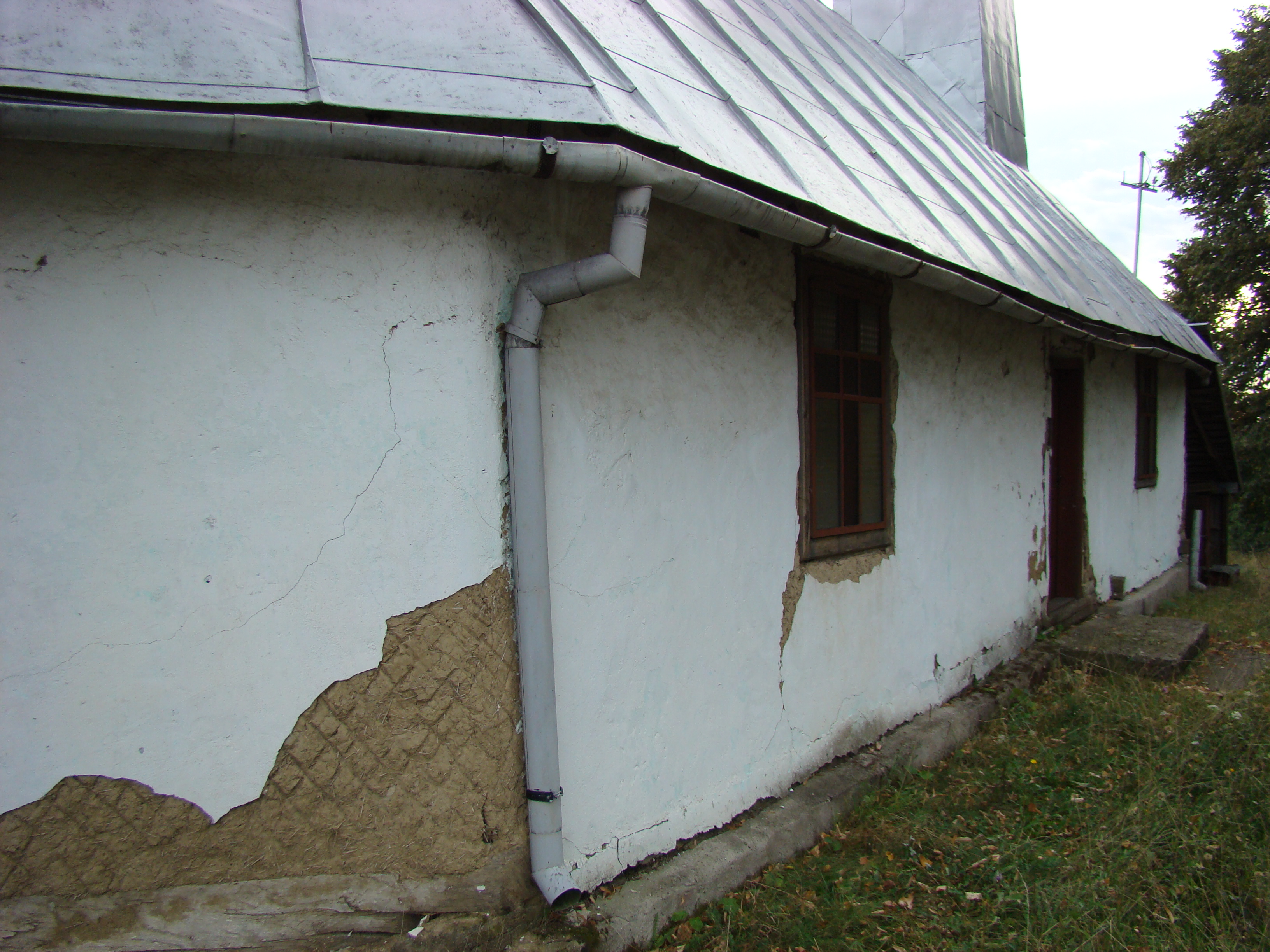
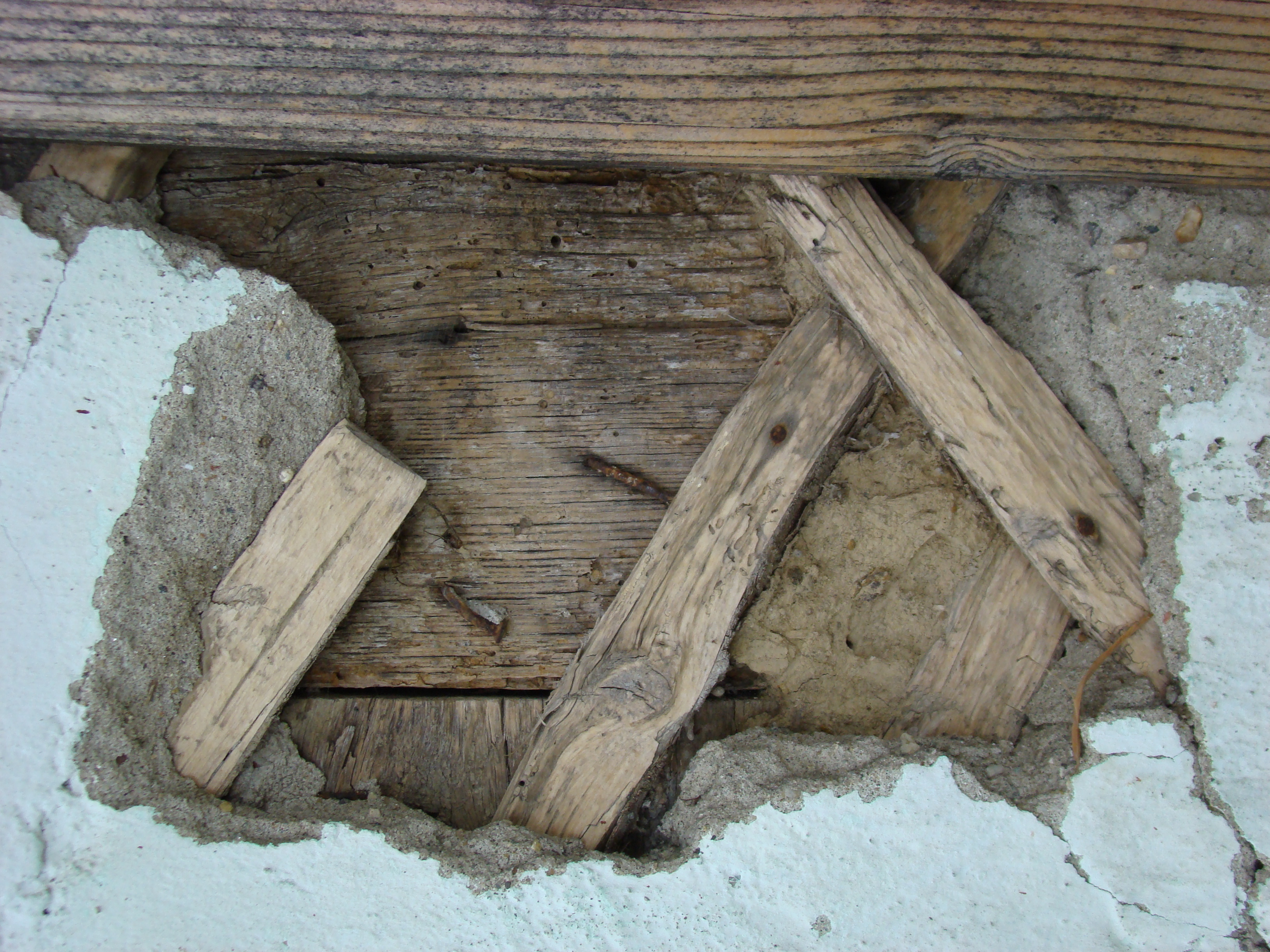
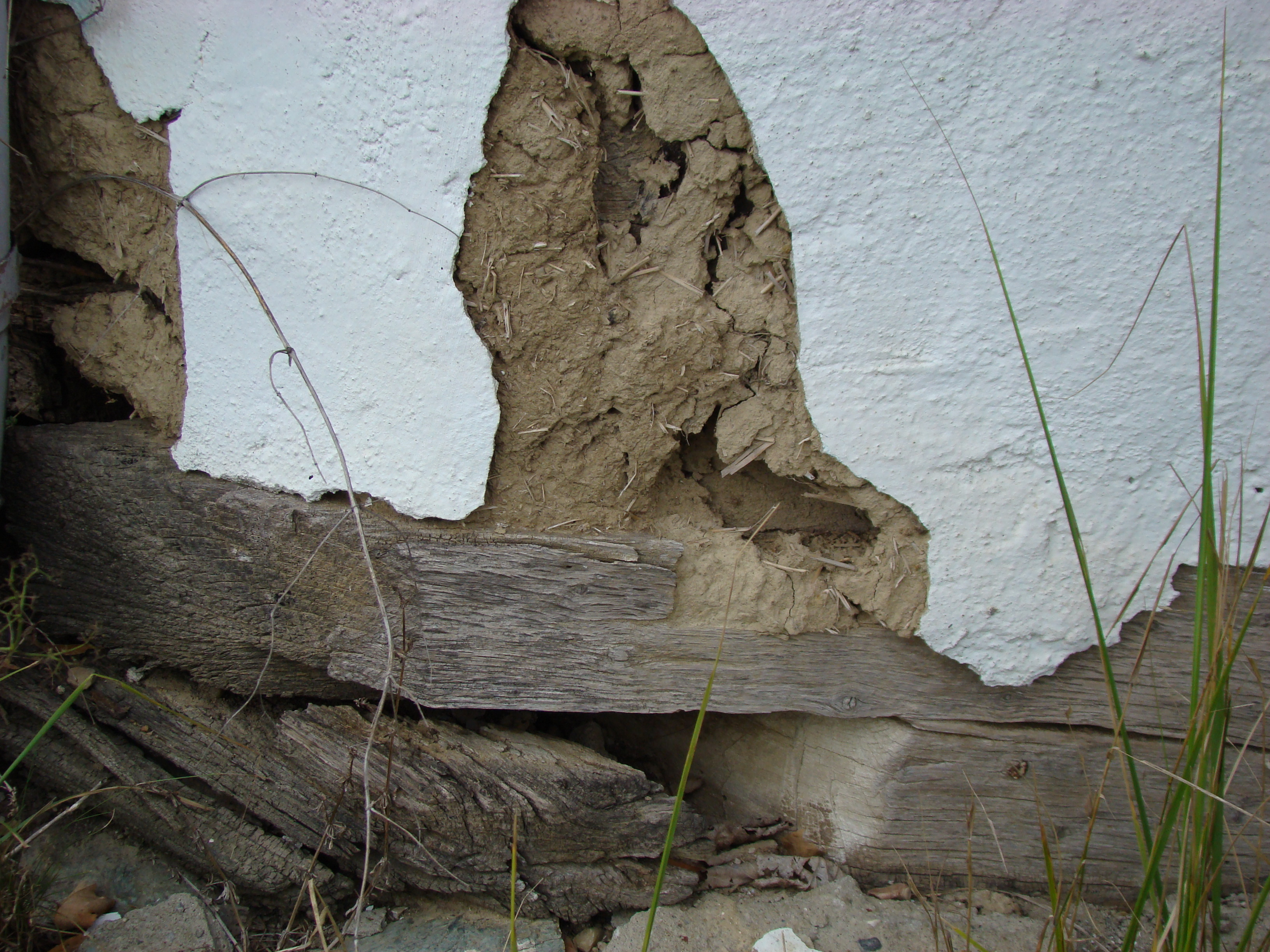
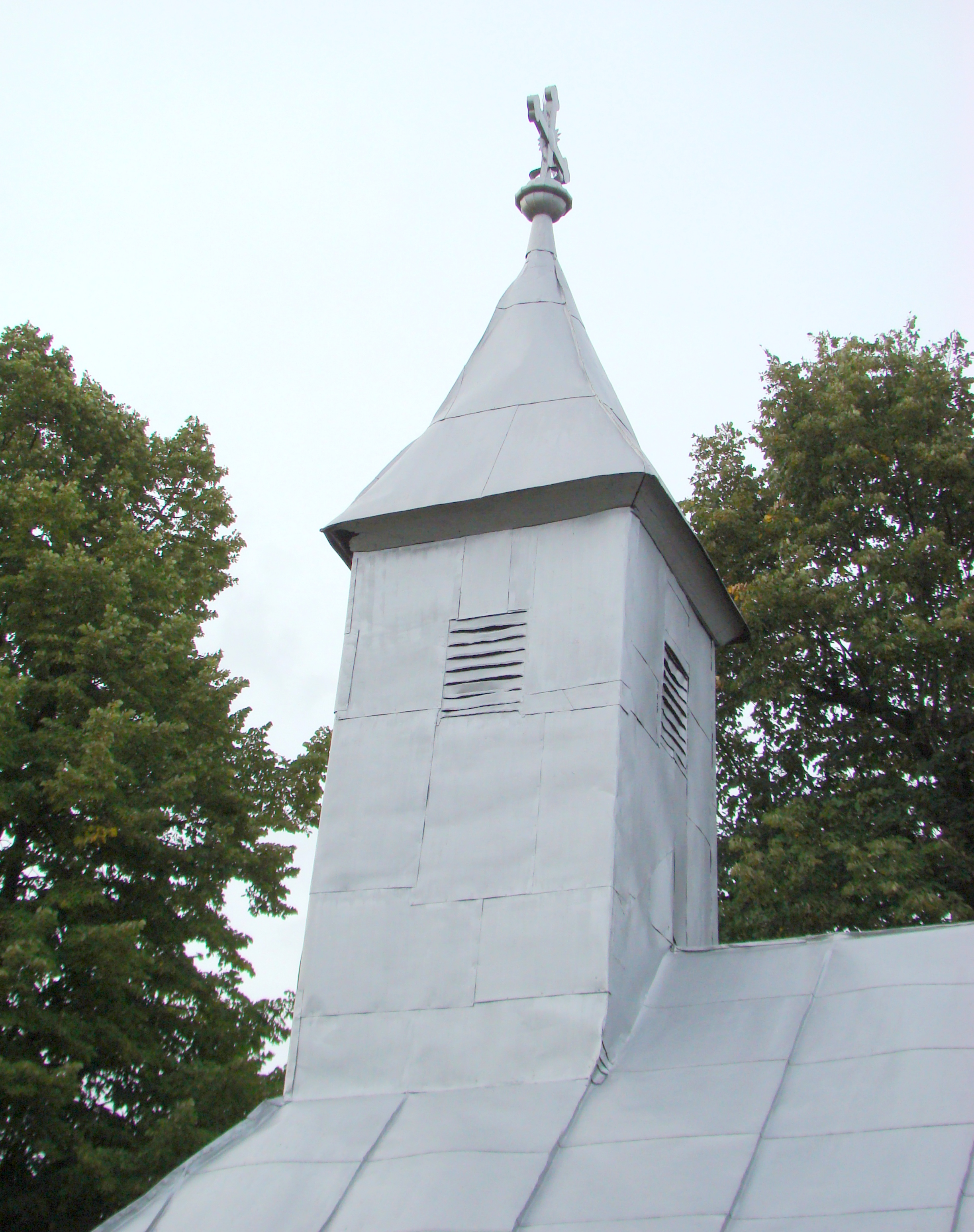
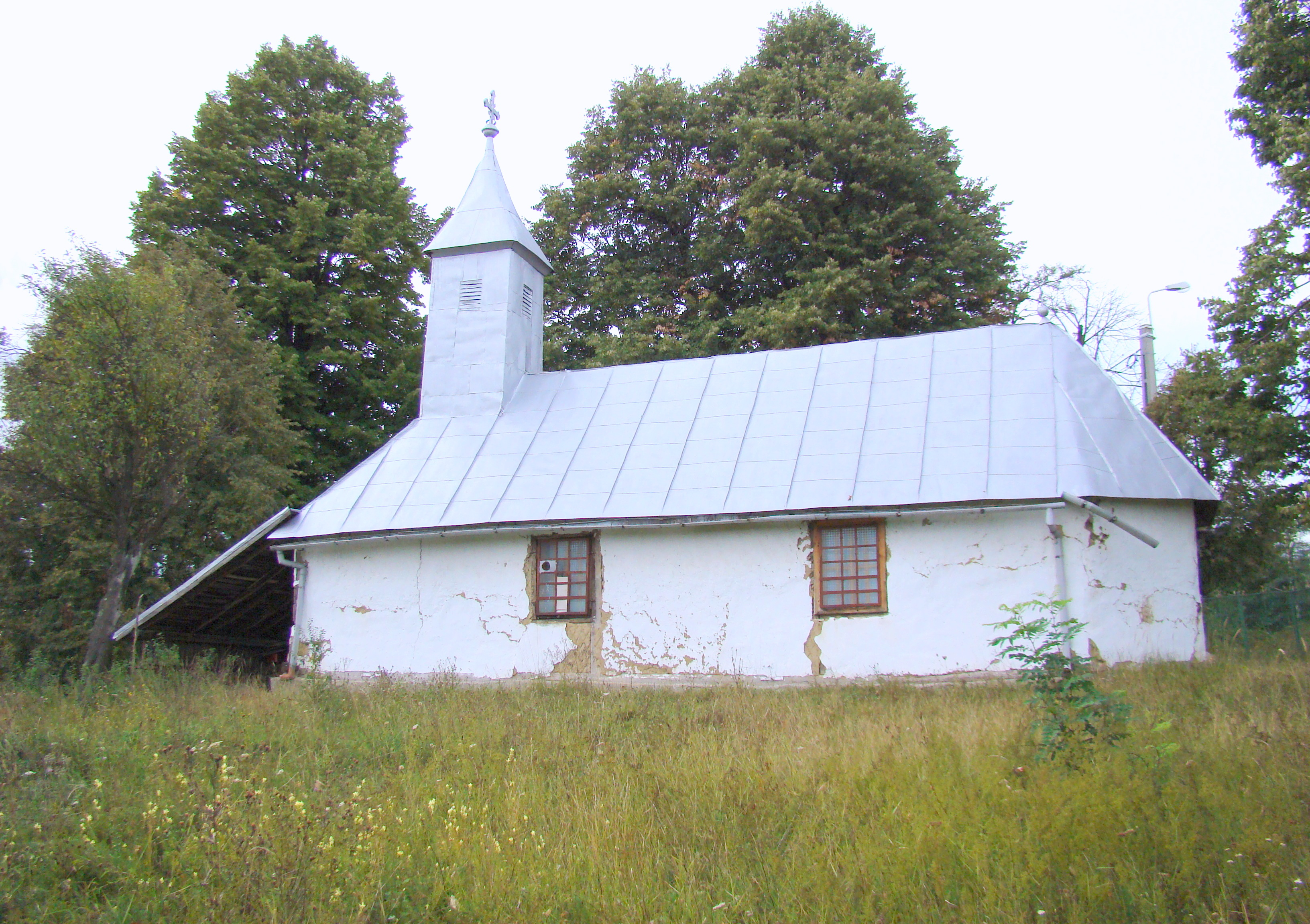
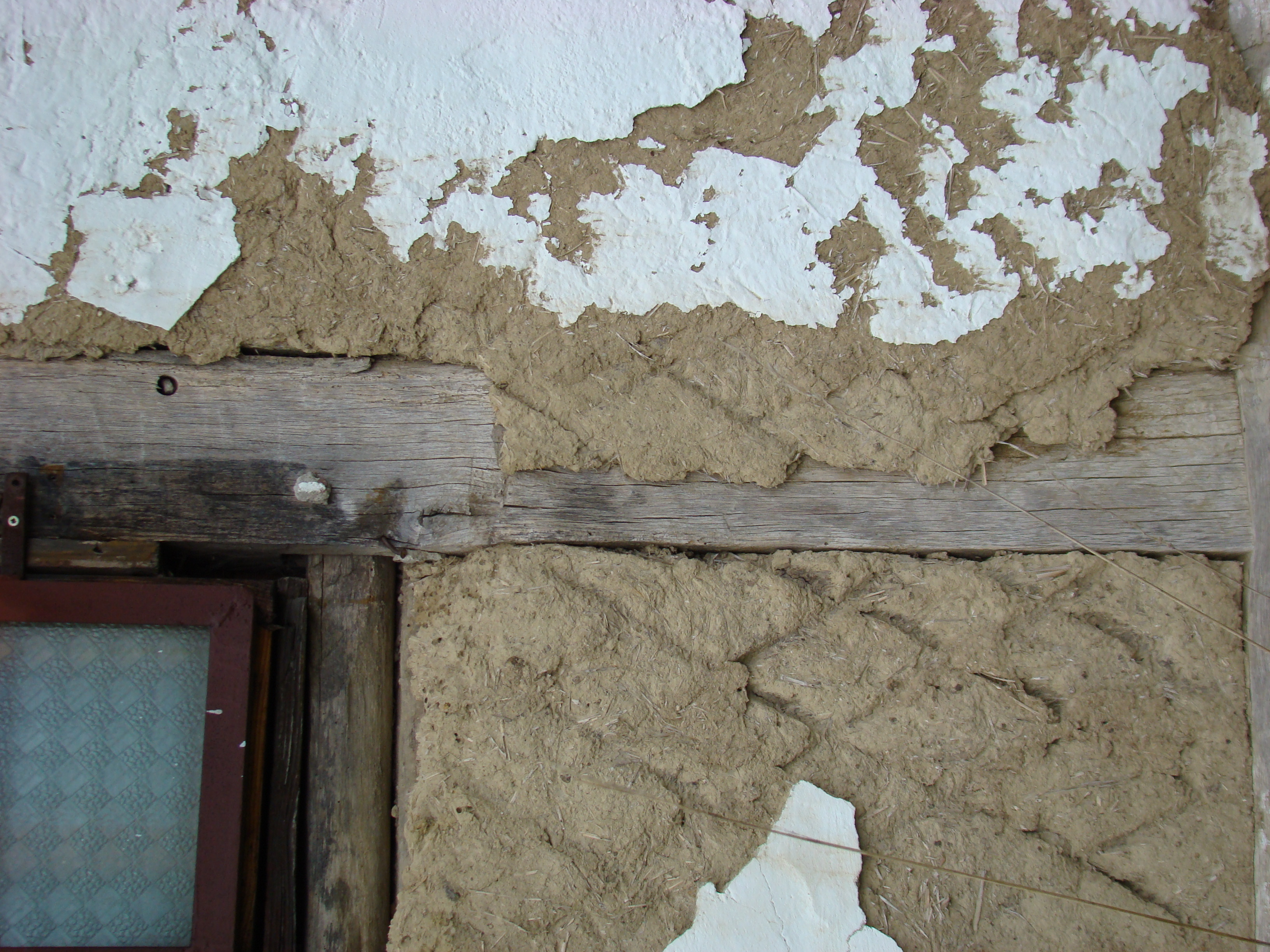
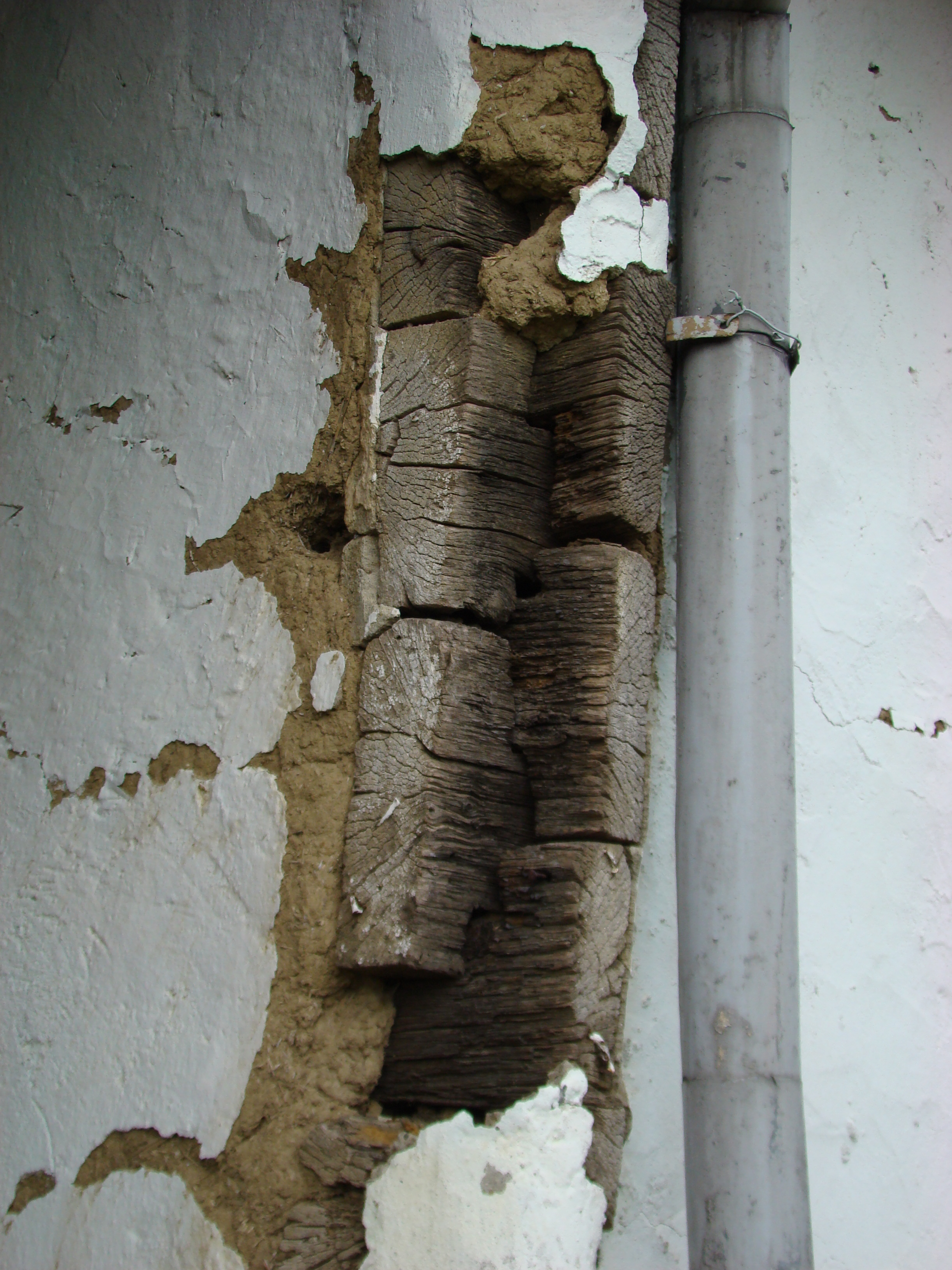
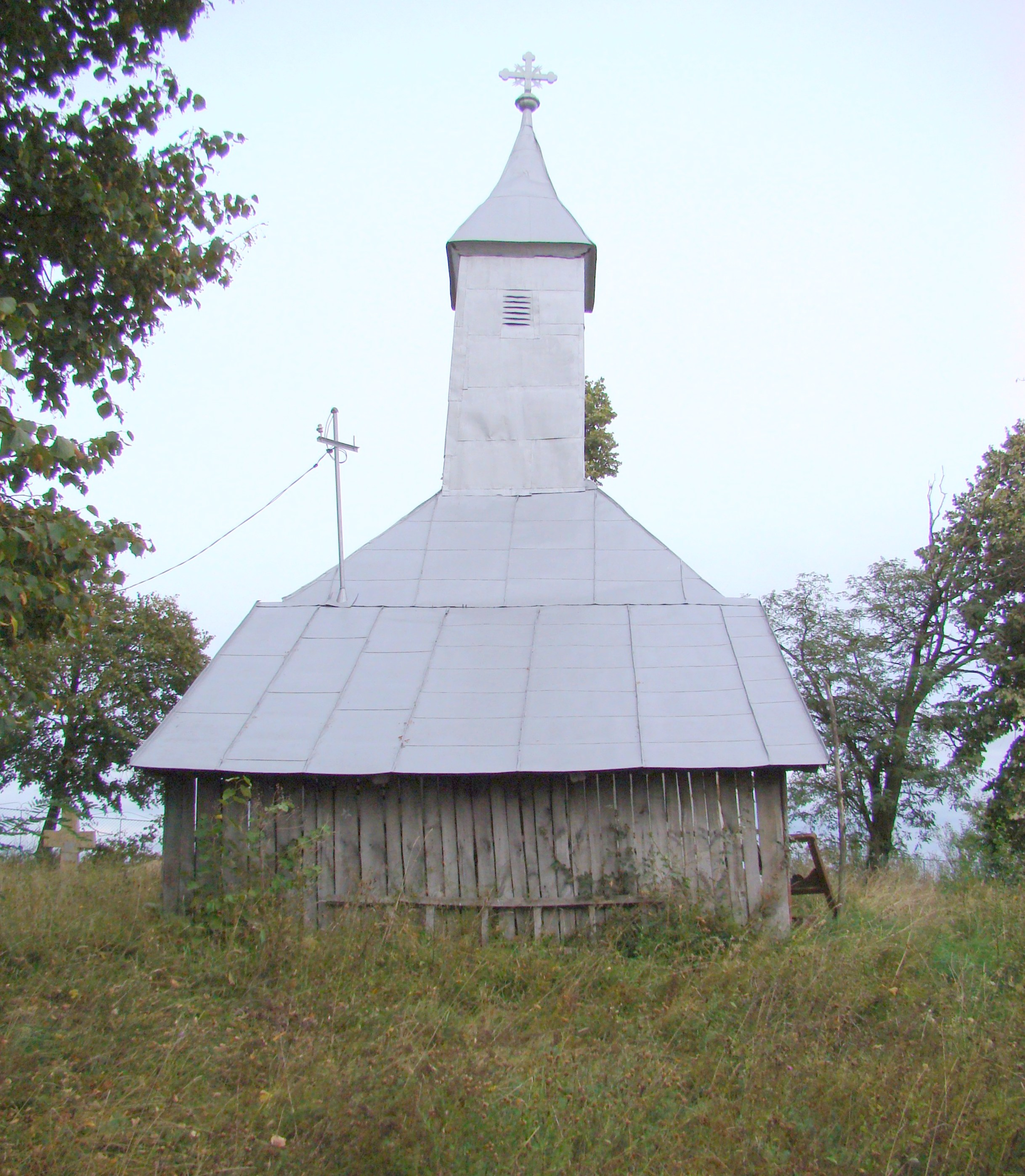
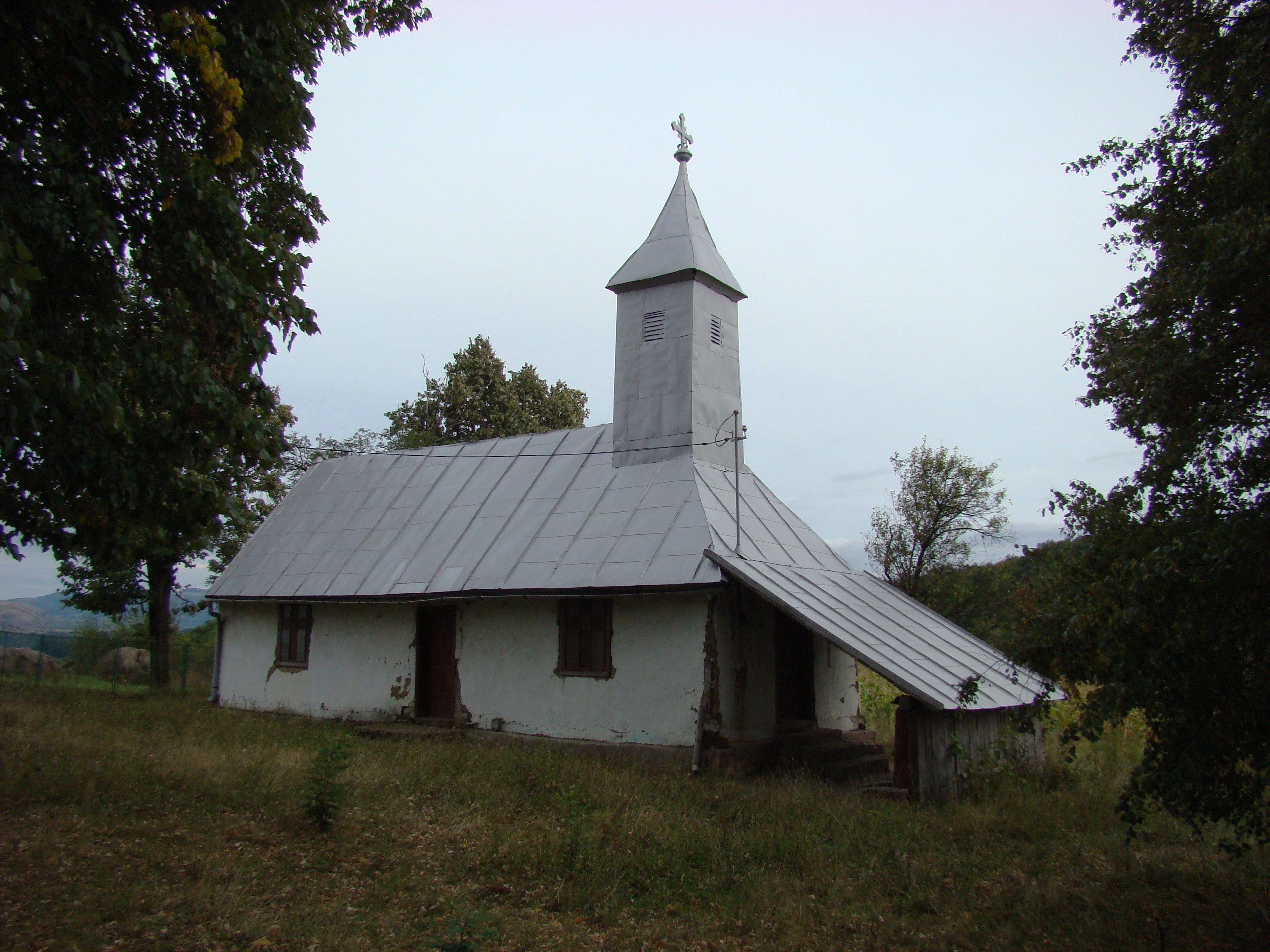
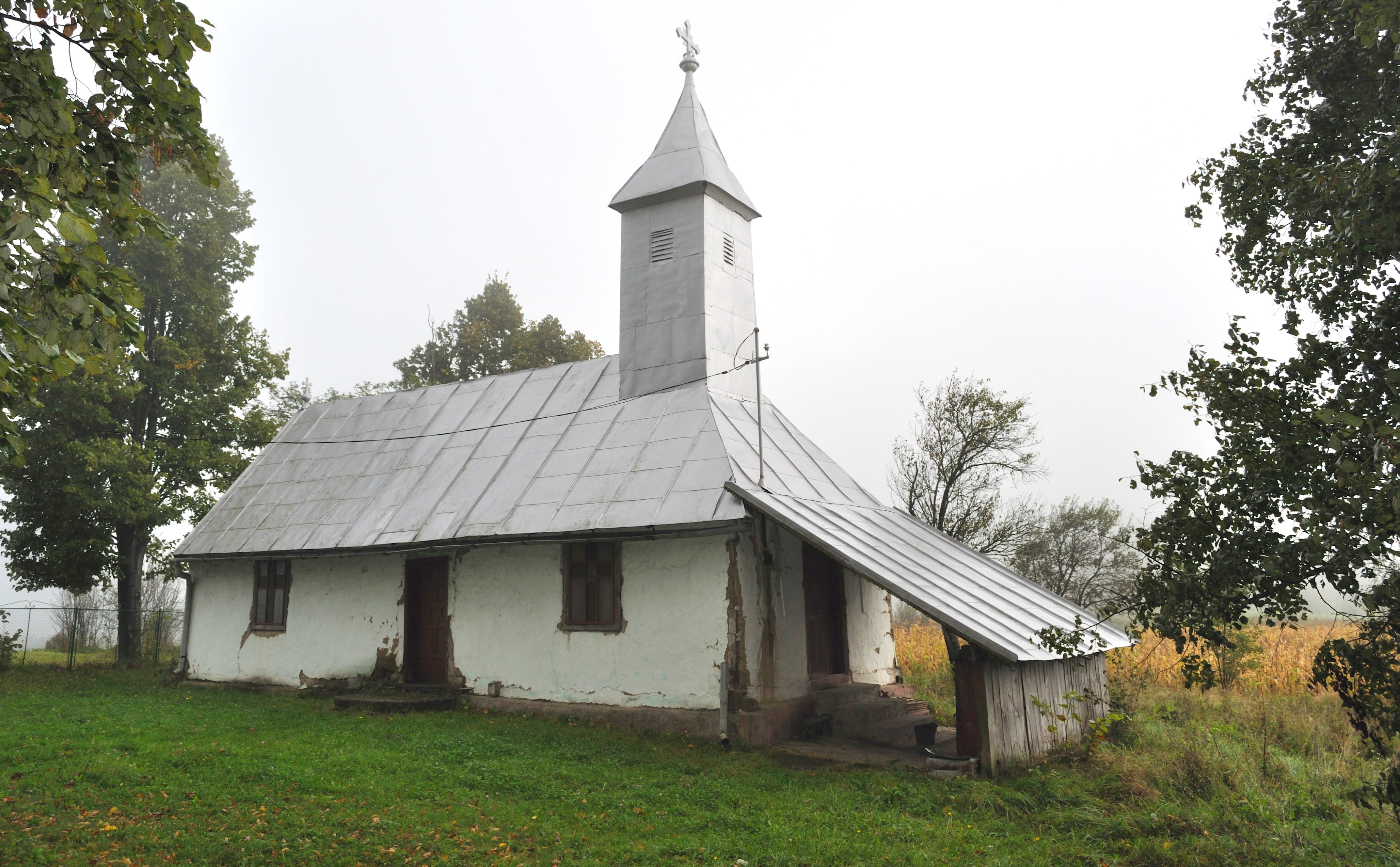
Biserica (nord, septembrie 2010)
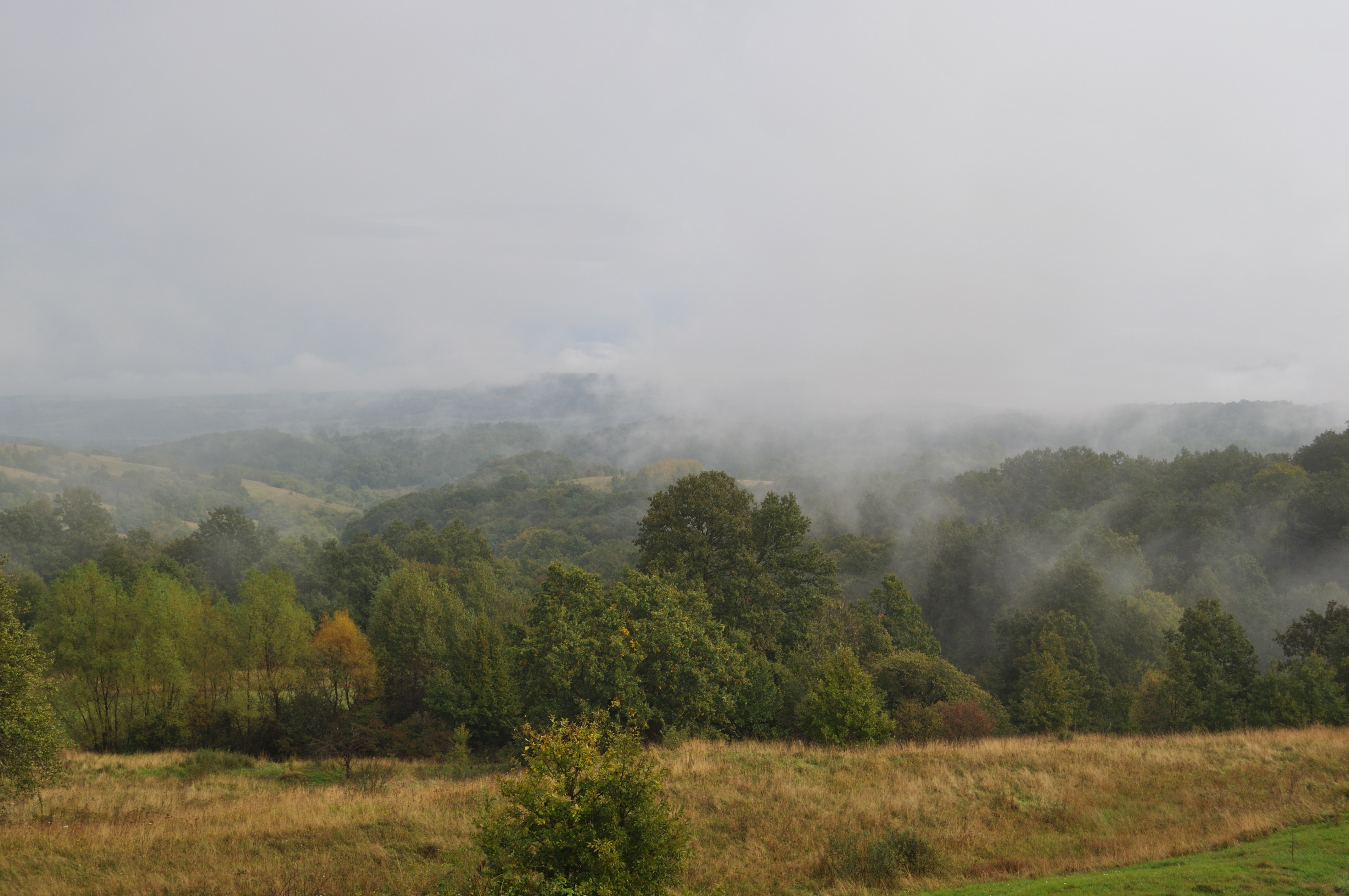
Împrejurimile bisericii
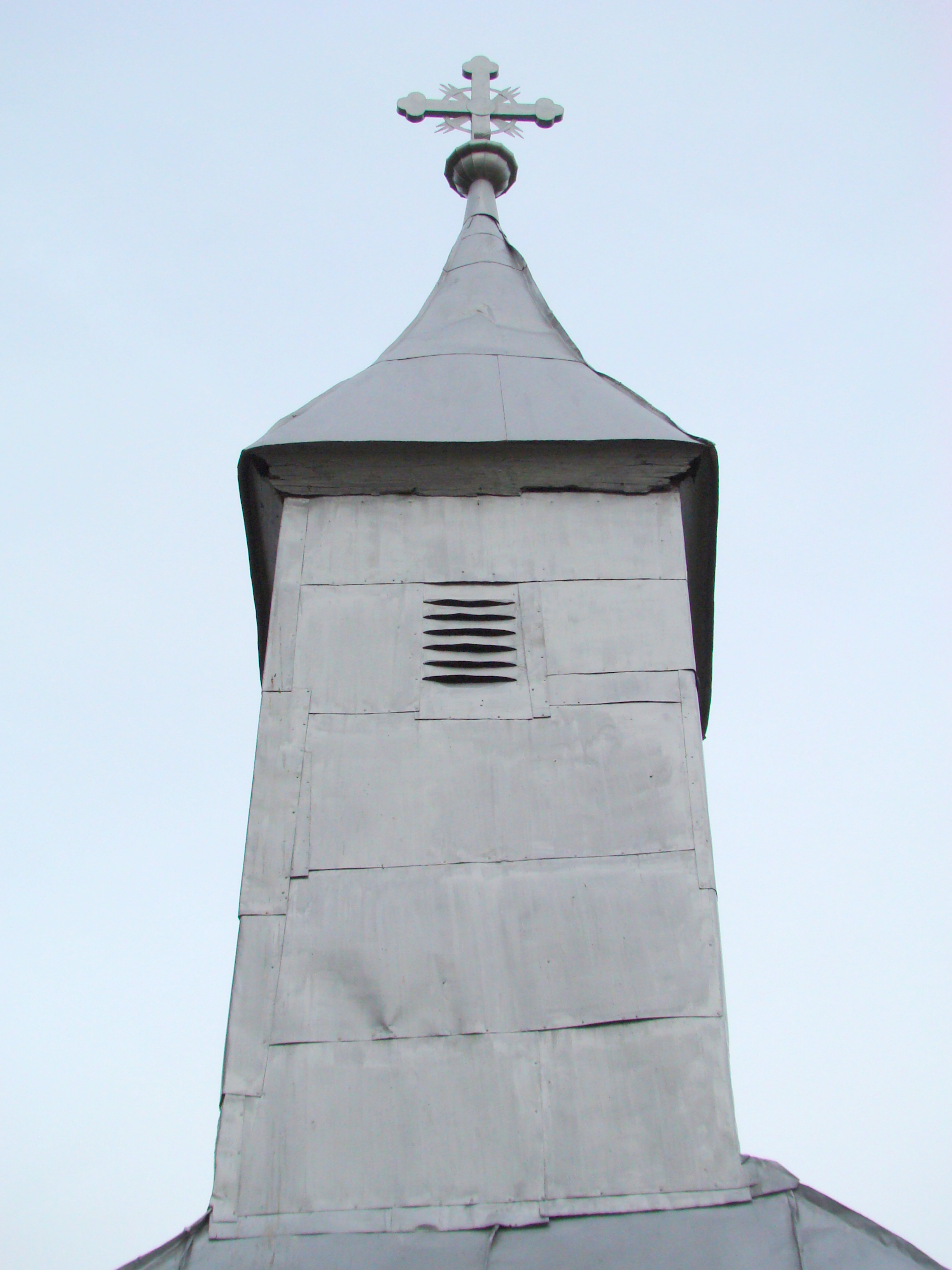
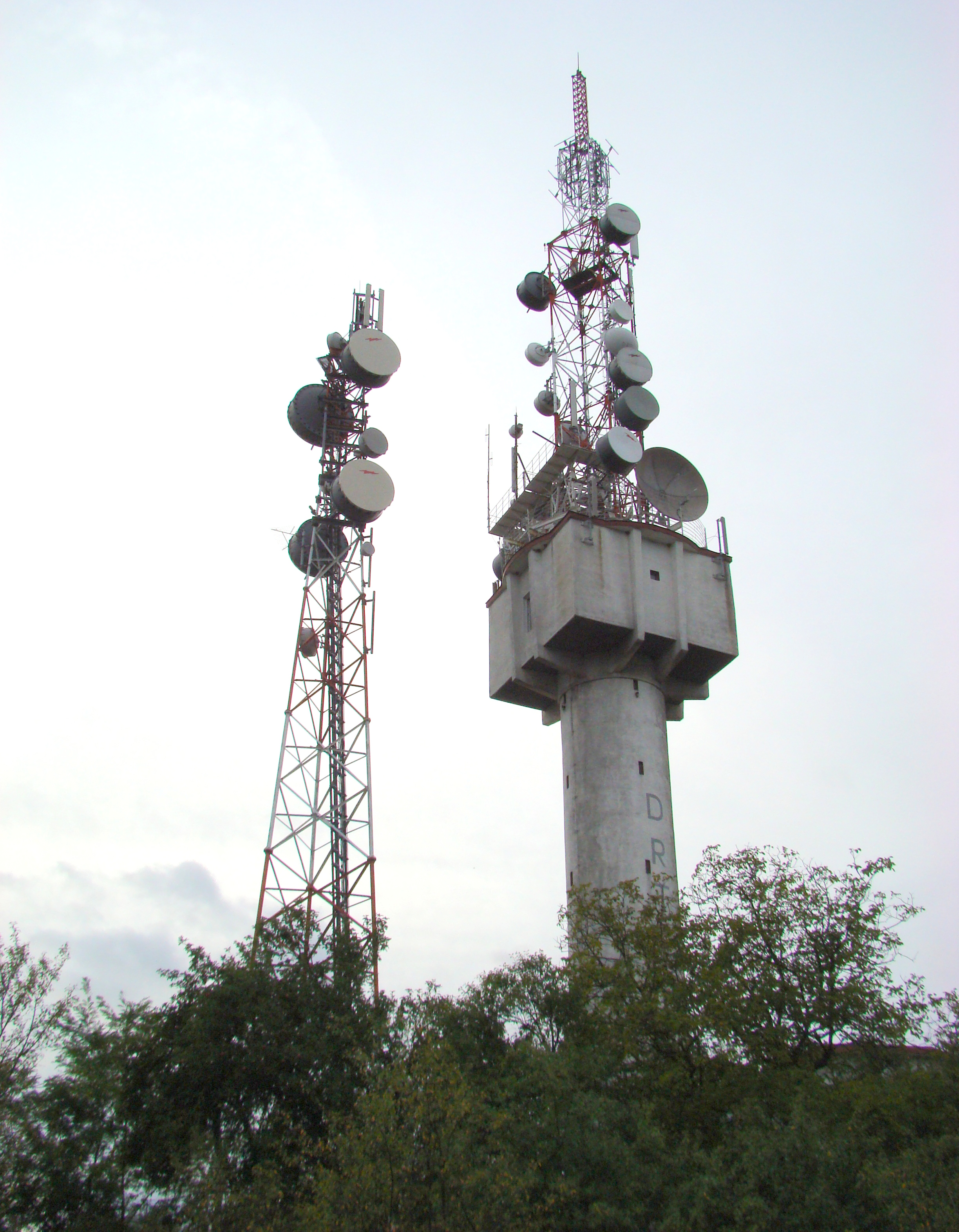
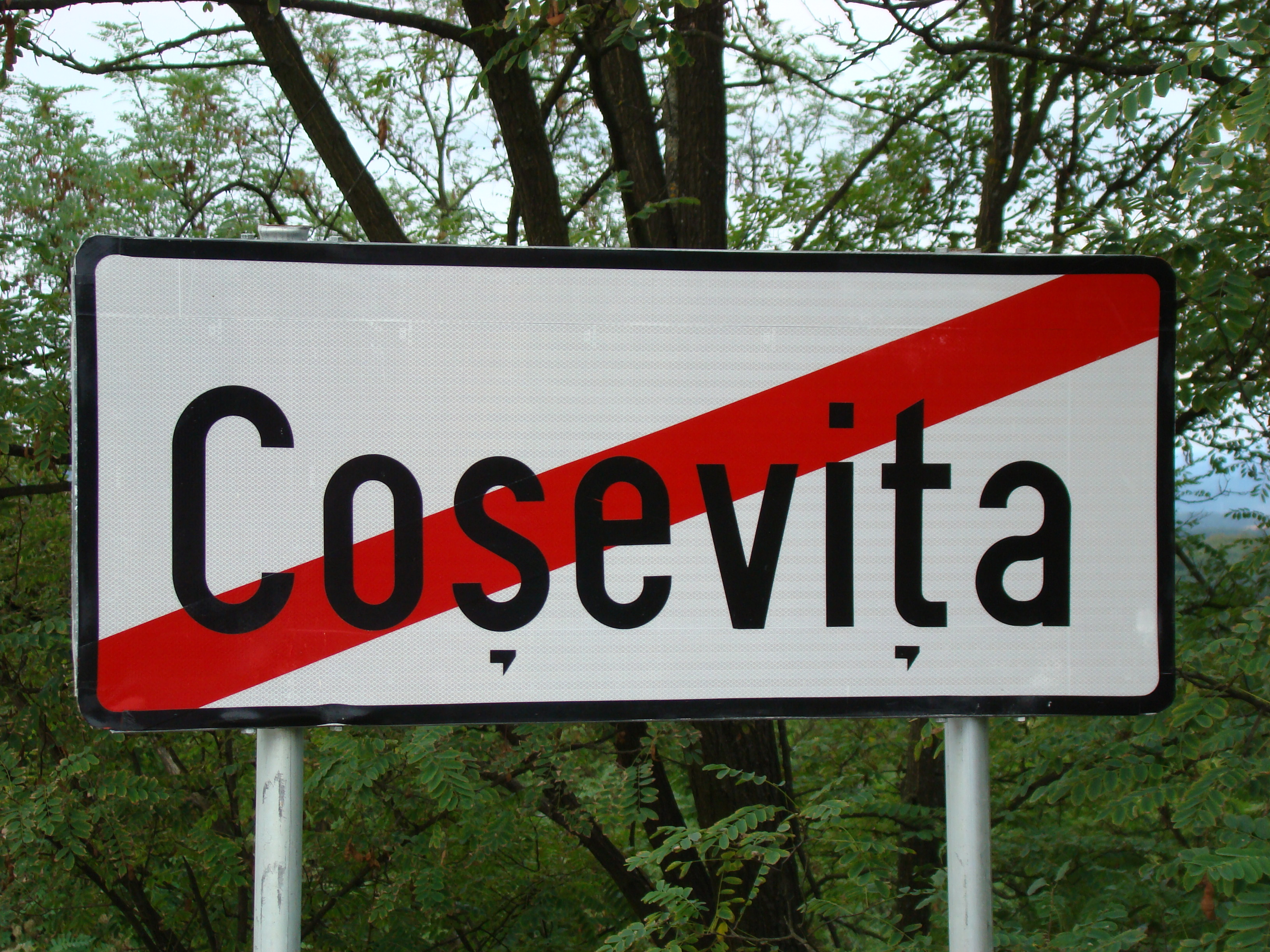

## Imagini din interior

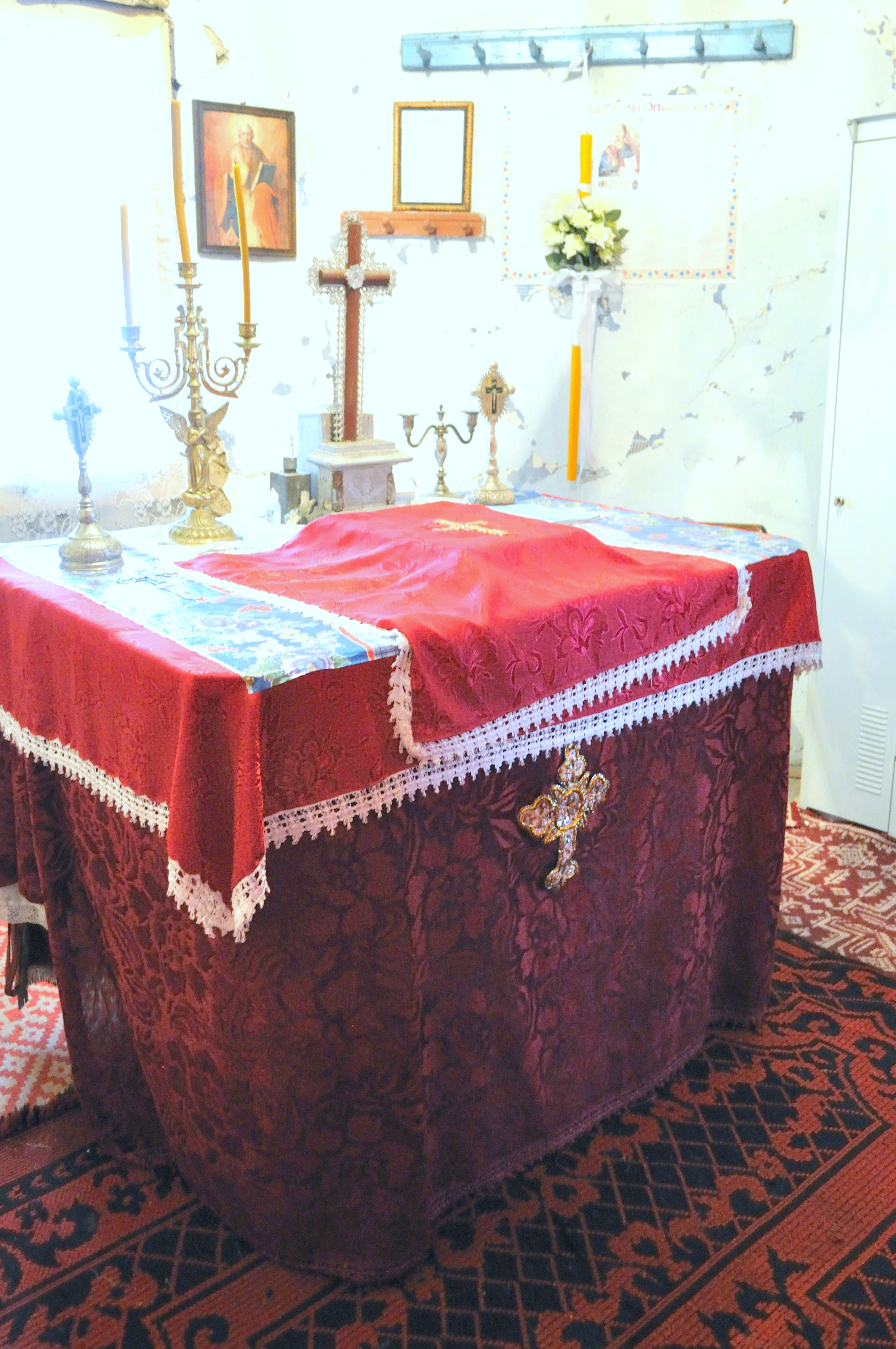
Masa altarului
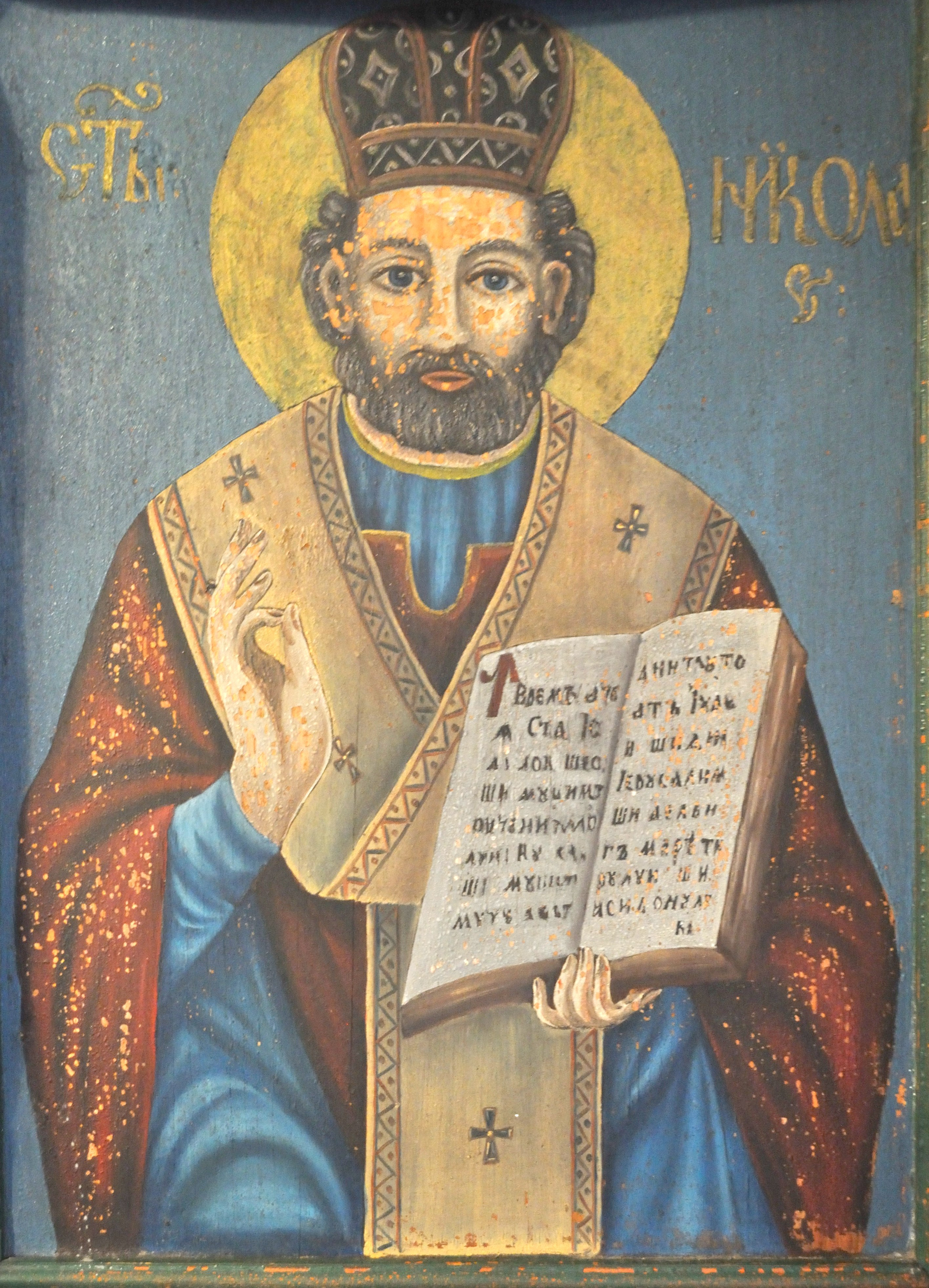
Sfântul Nicolae
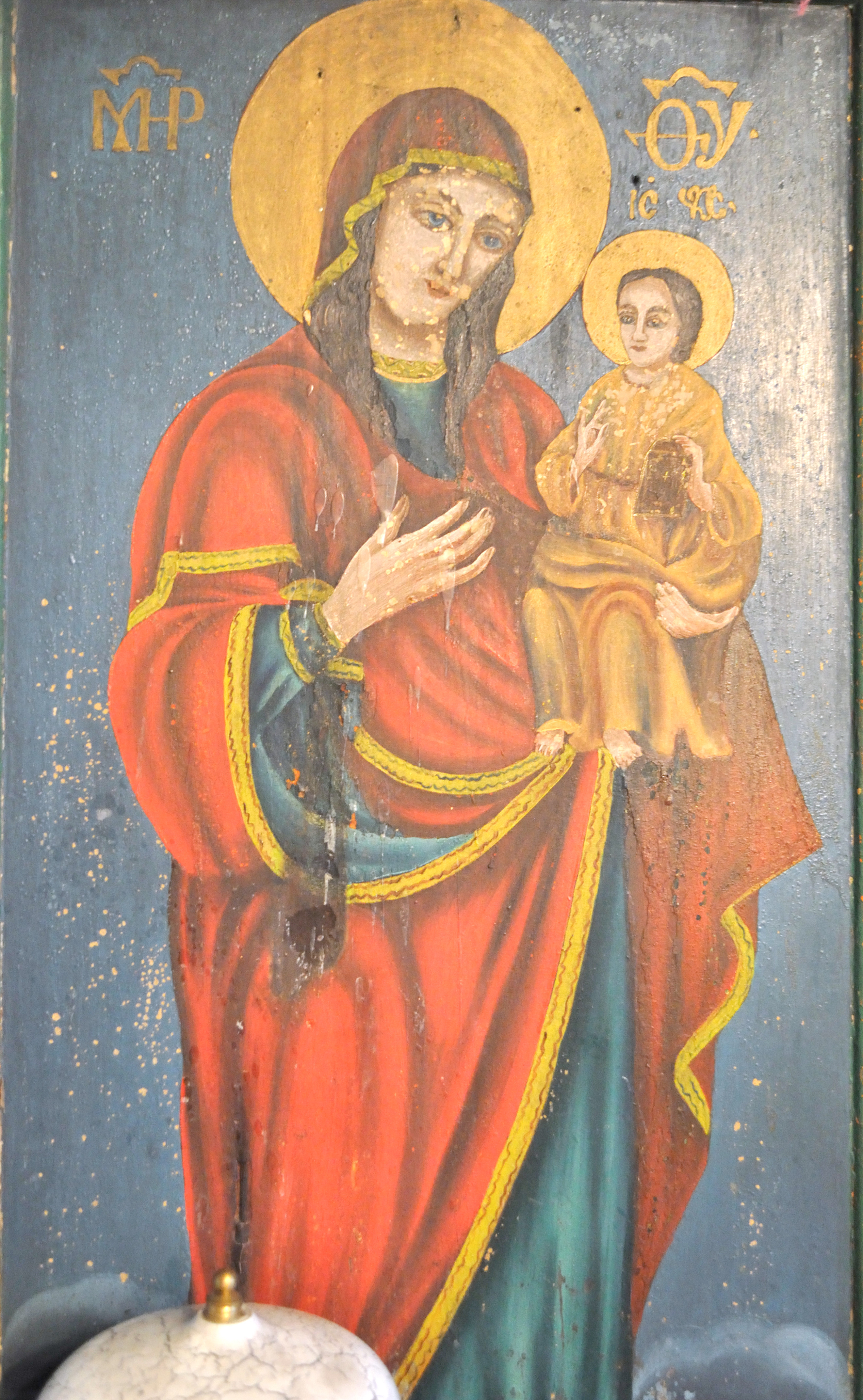
Maica Domnului cu pruncul
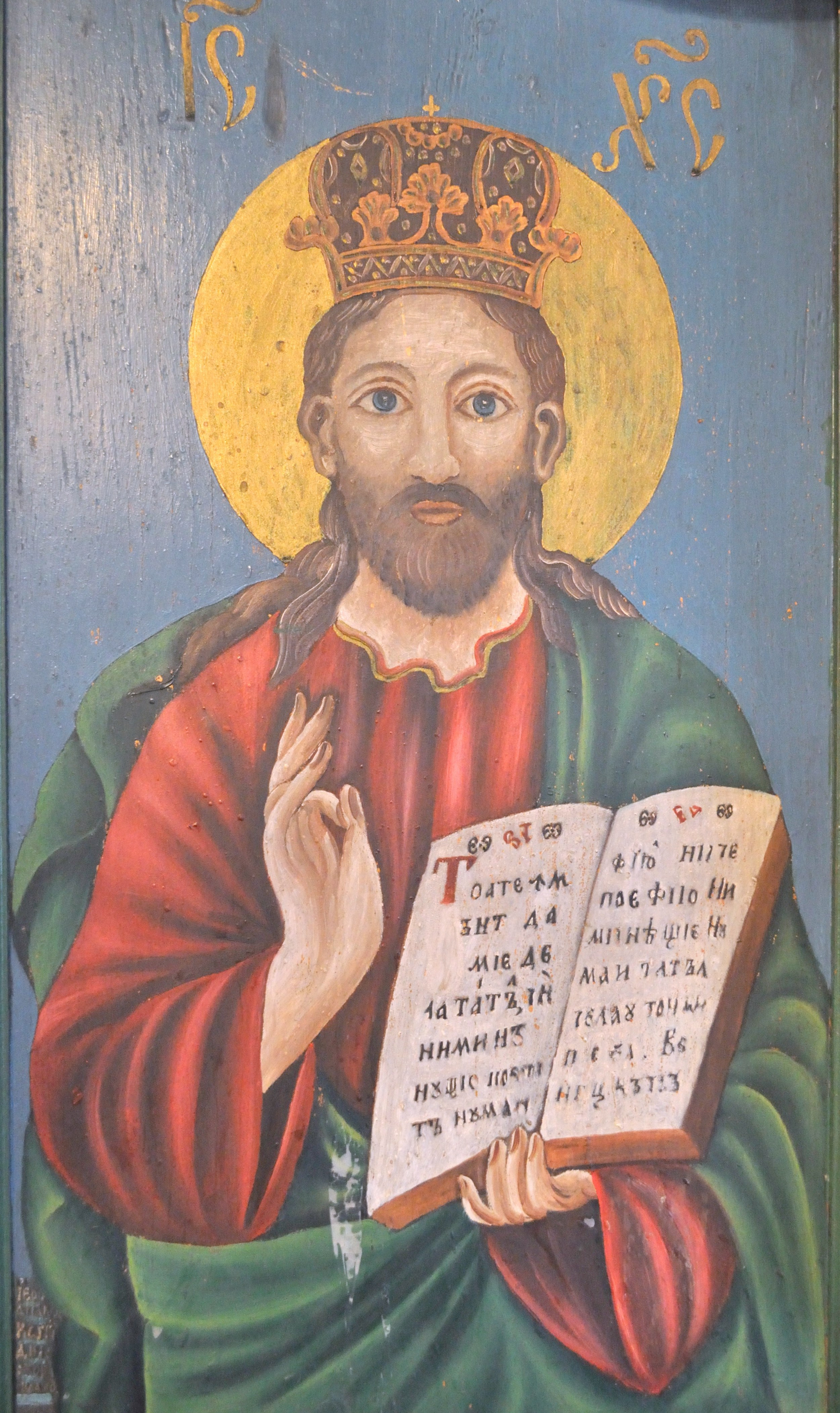
Iisus binecuvântând
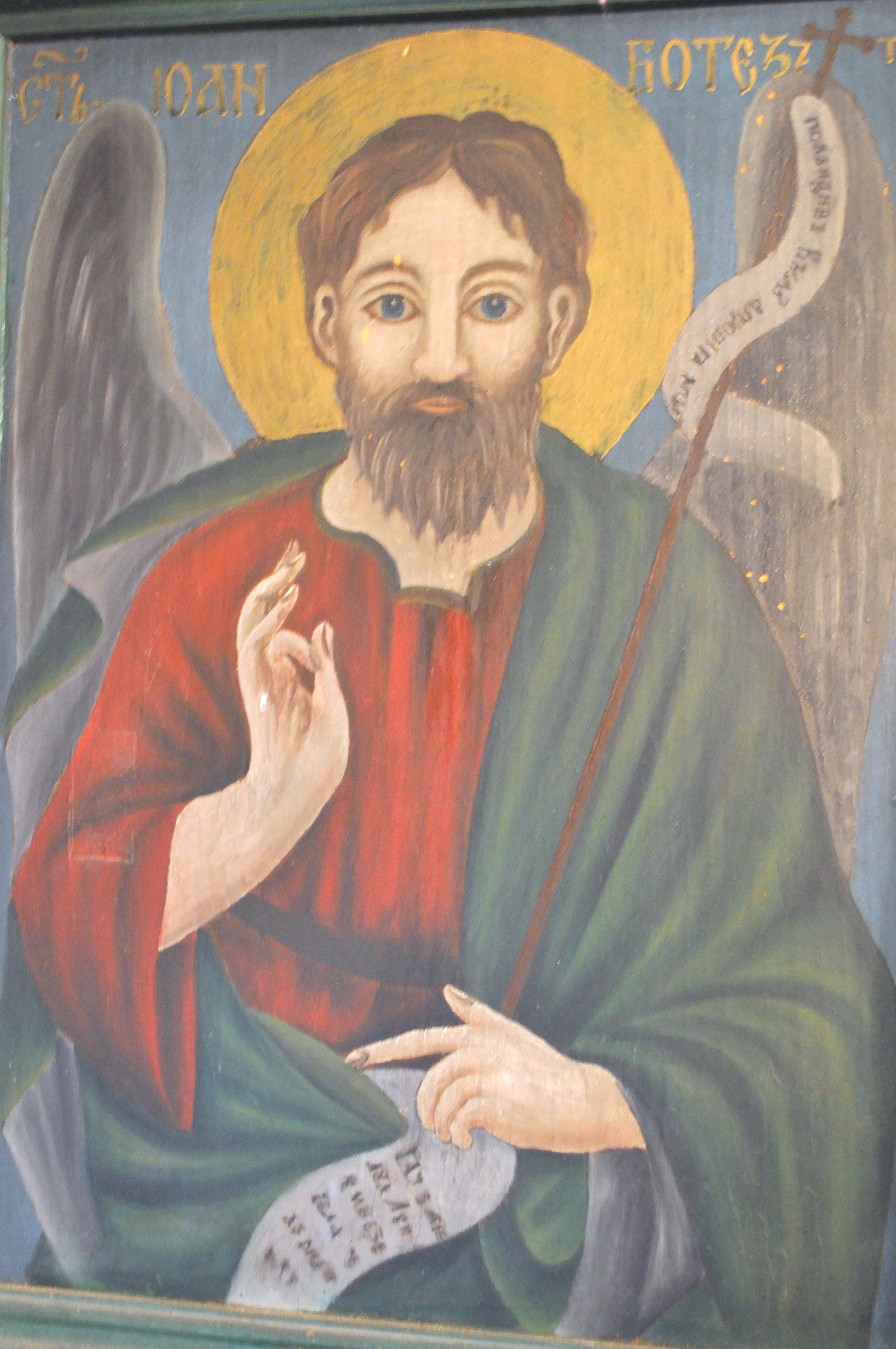
Sfântul Ioan Botezătorul
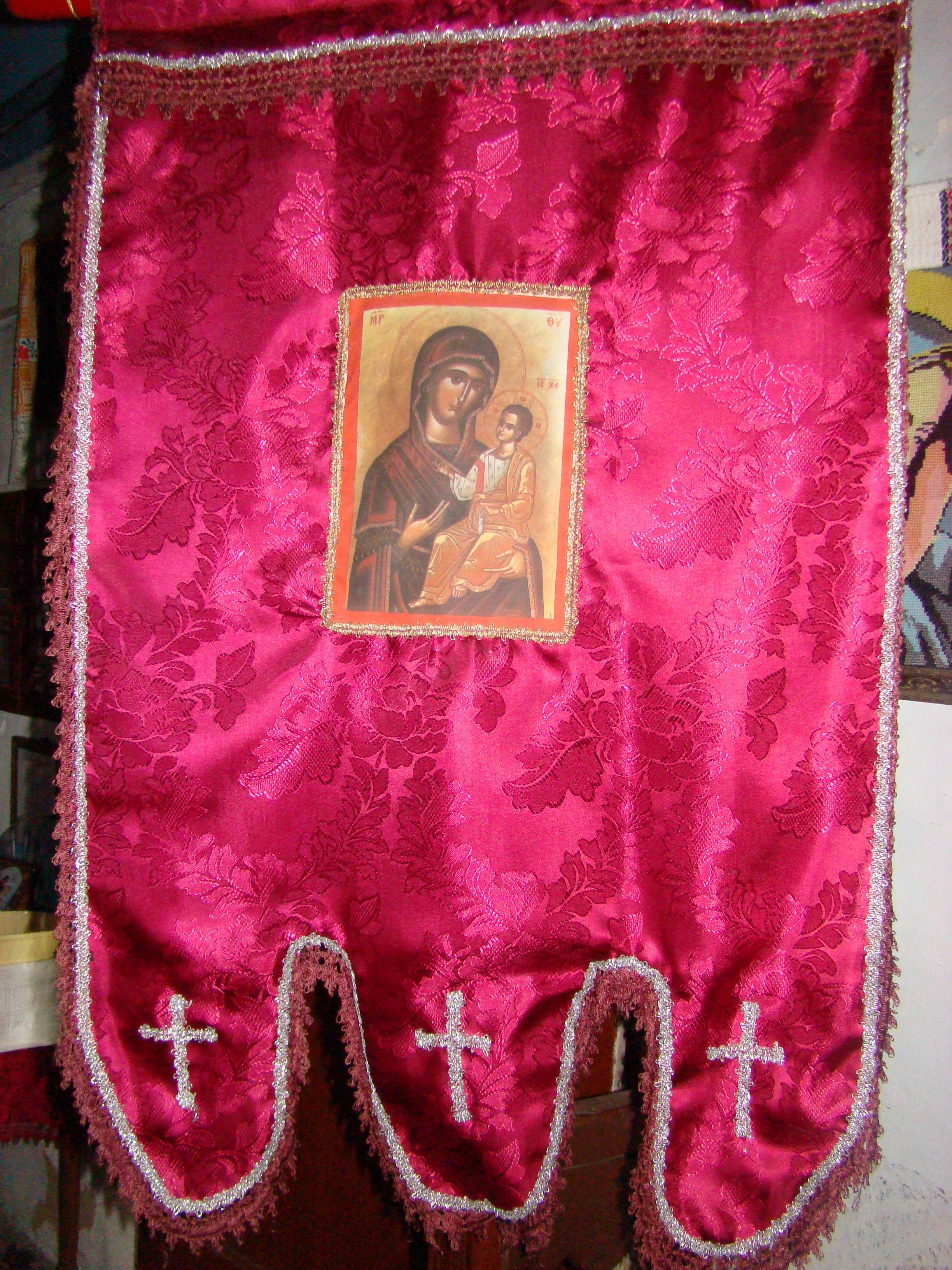
Prapur
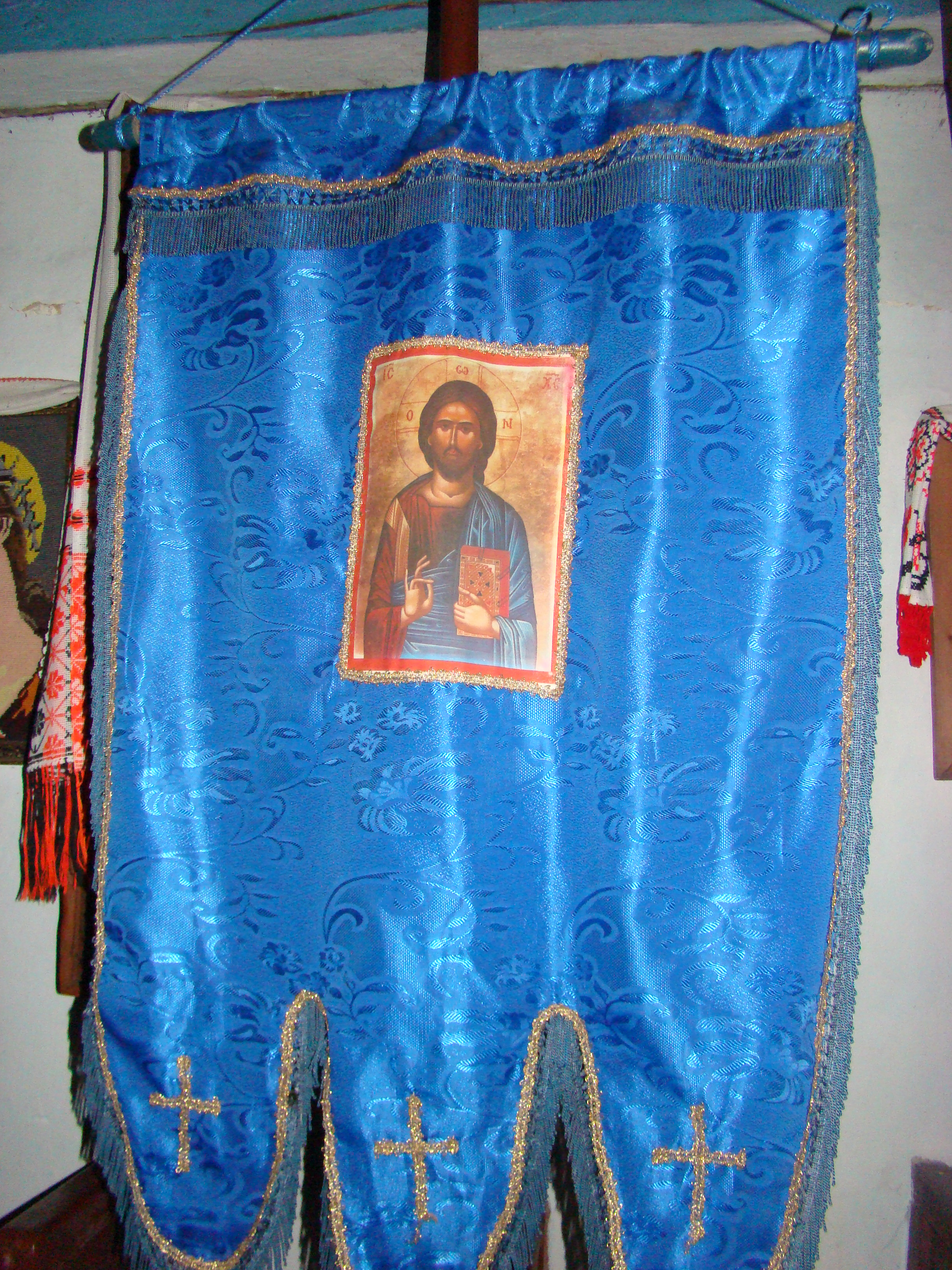
Prapur
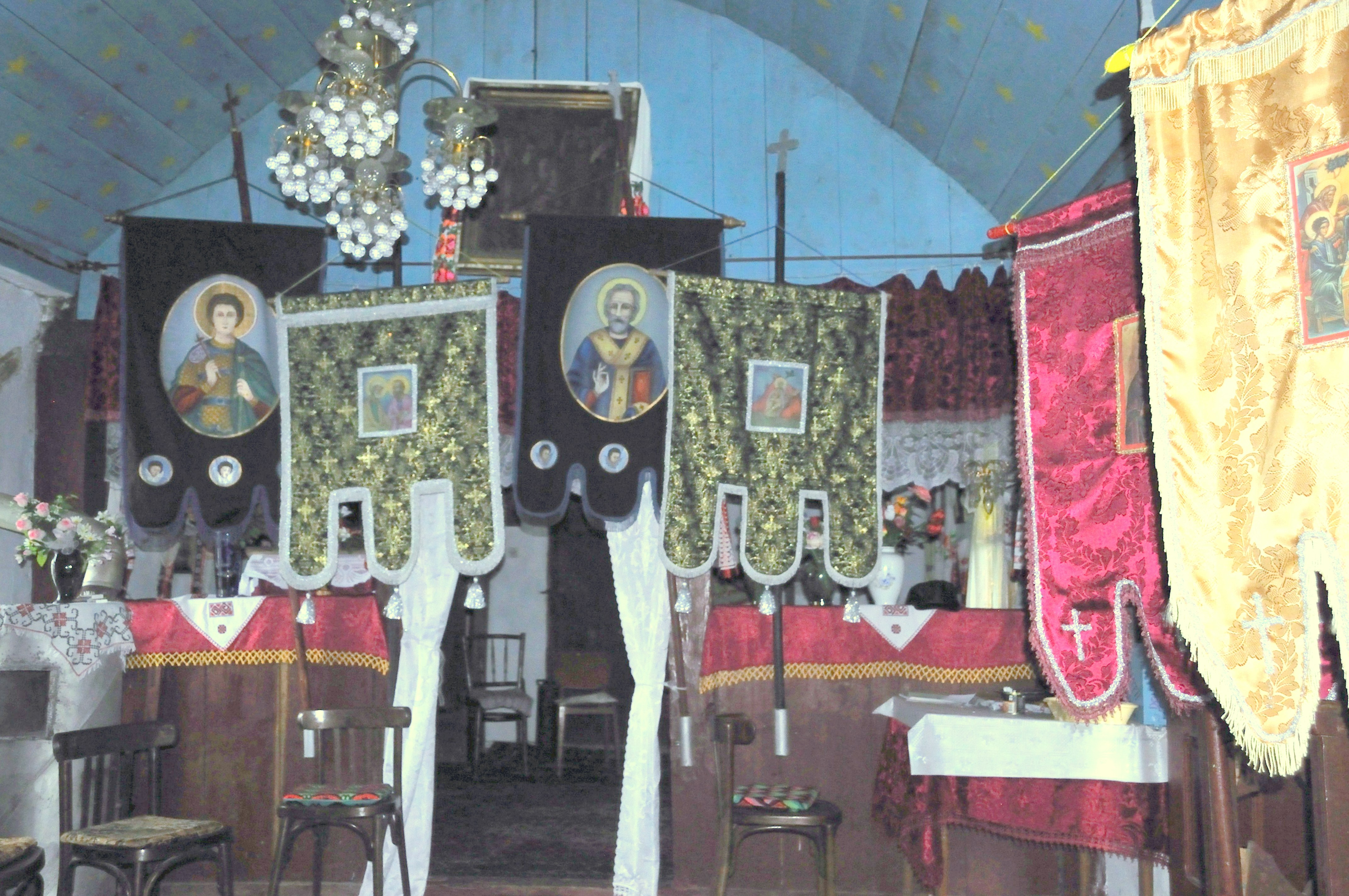
Interiorul navei
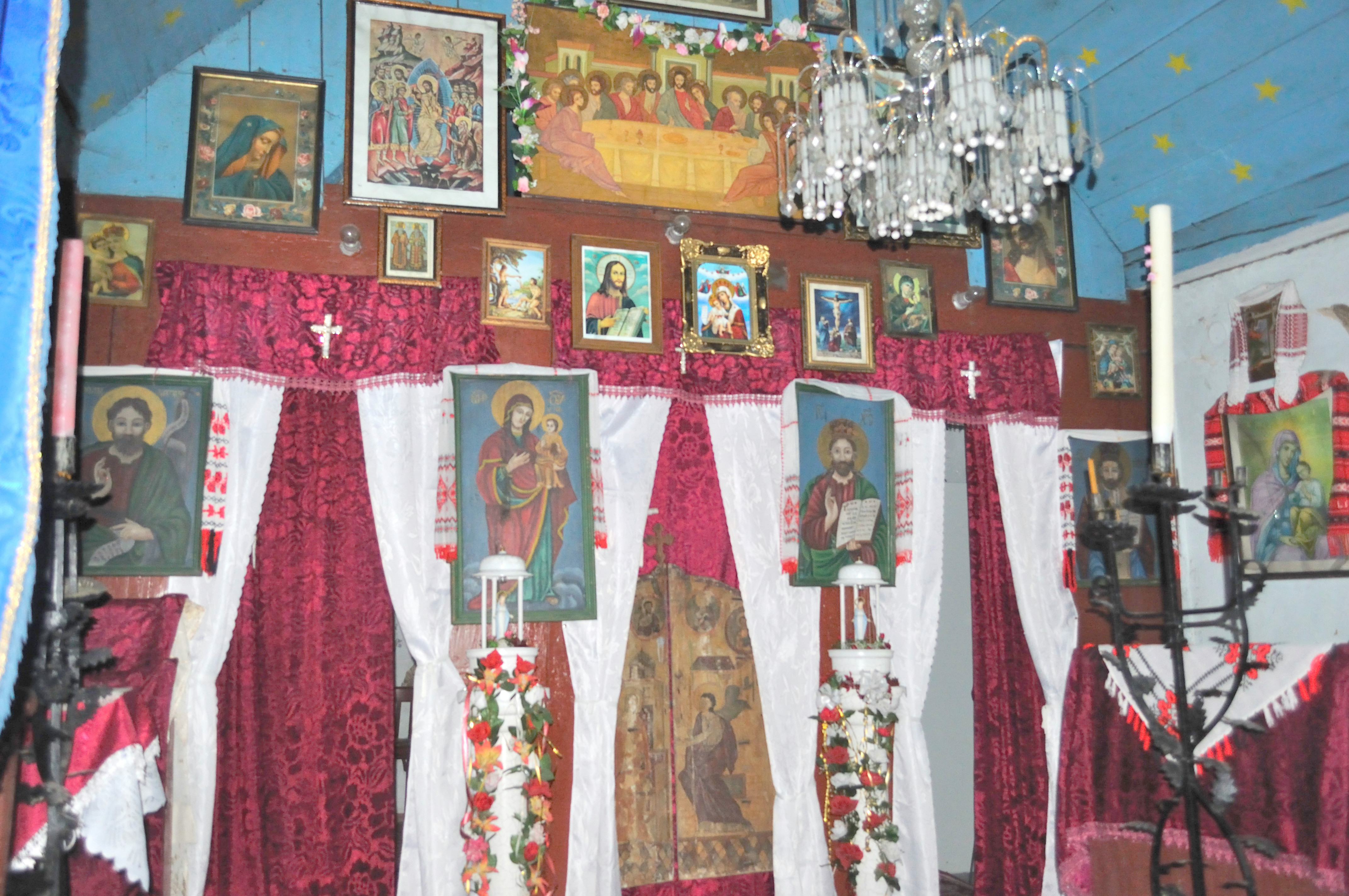
Iconostasul
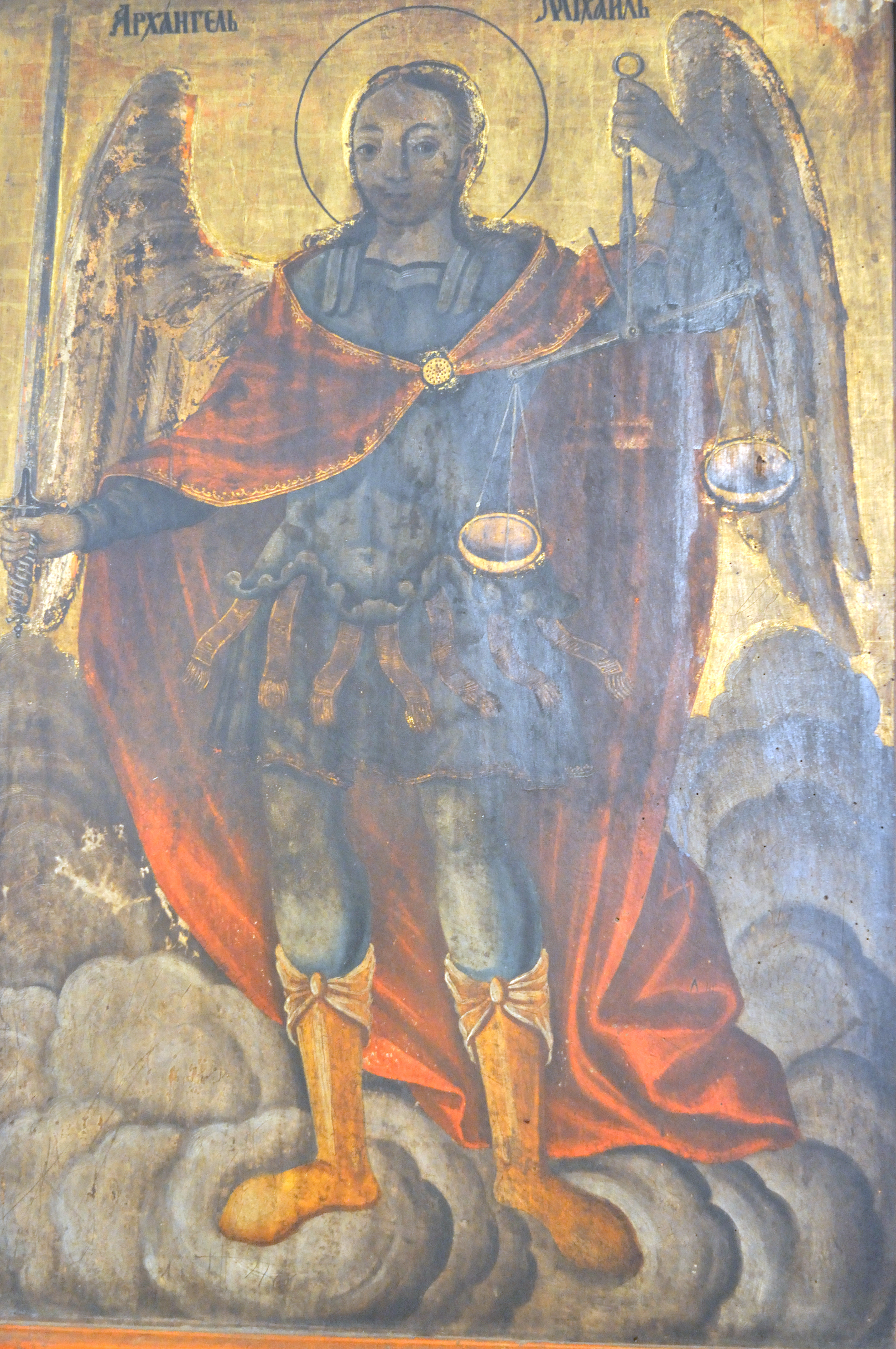
Arhanghelul Mihail
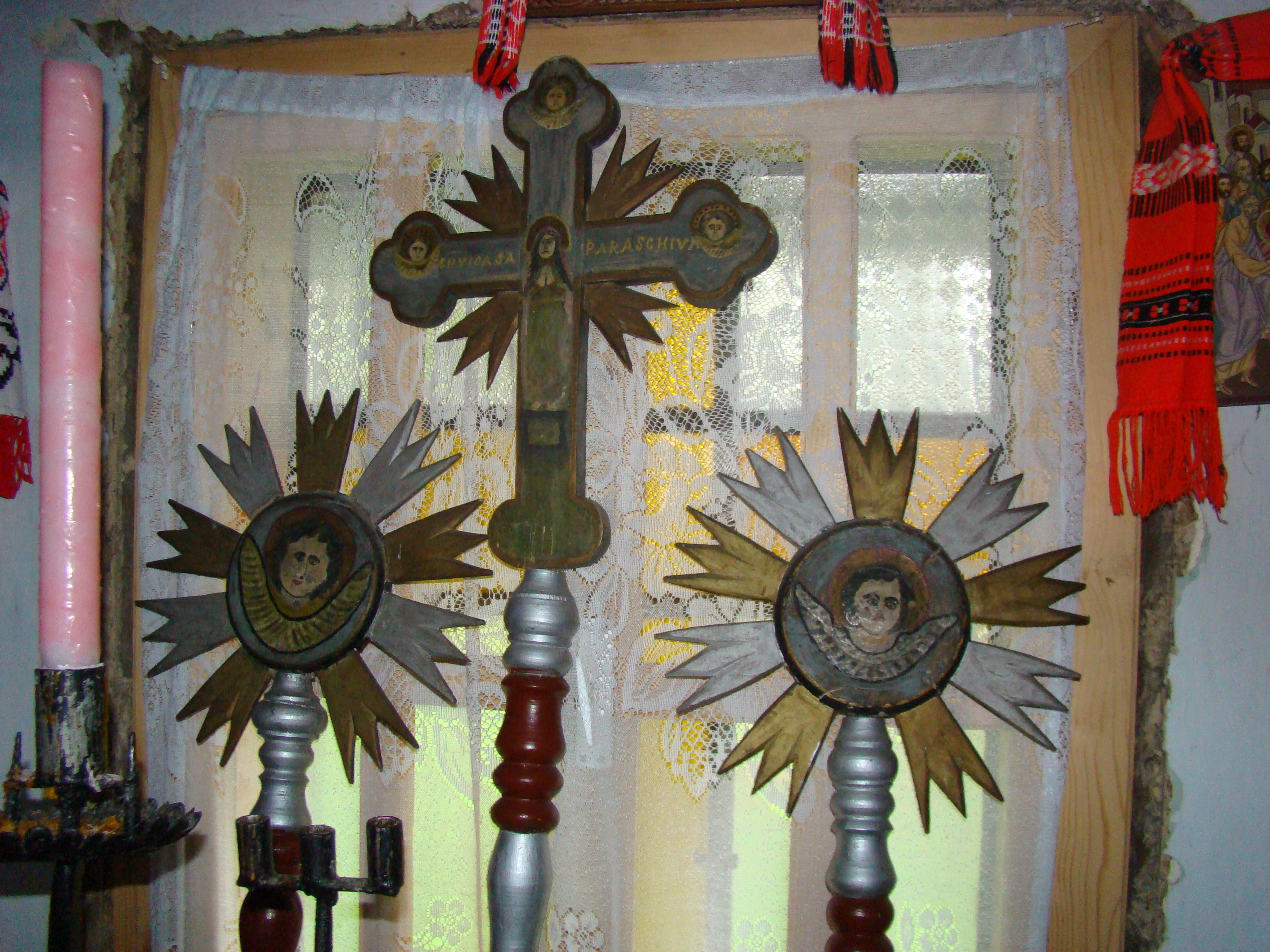
Cruce
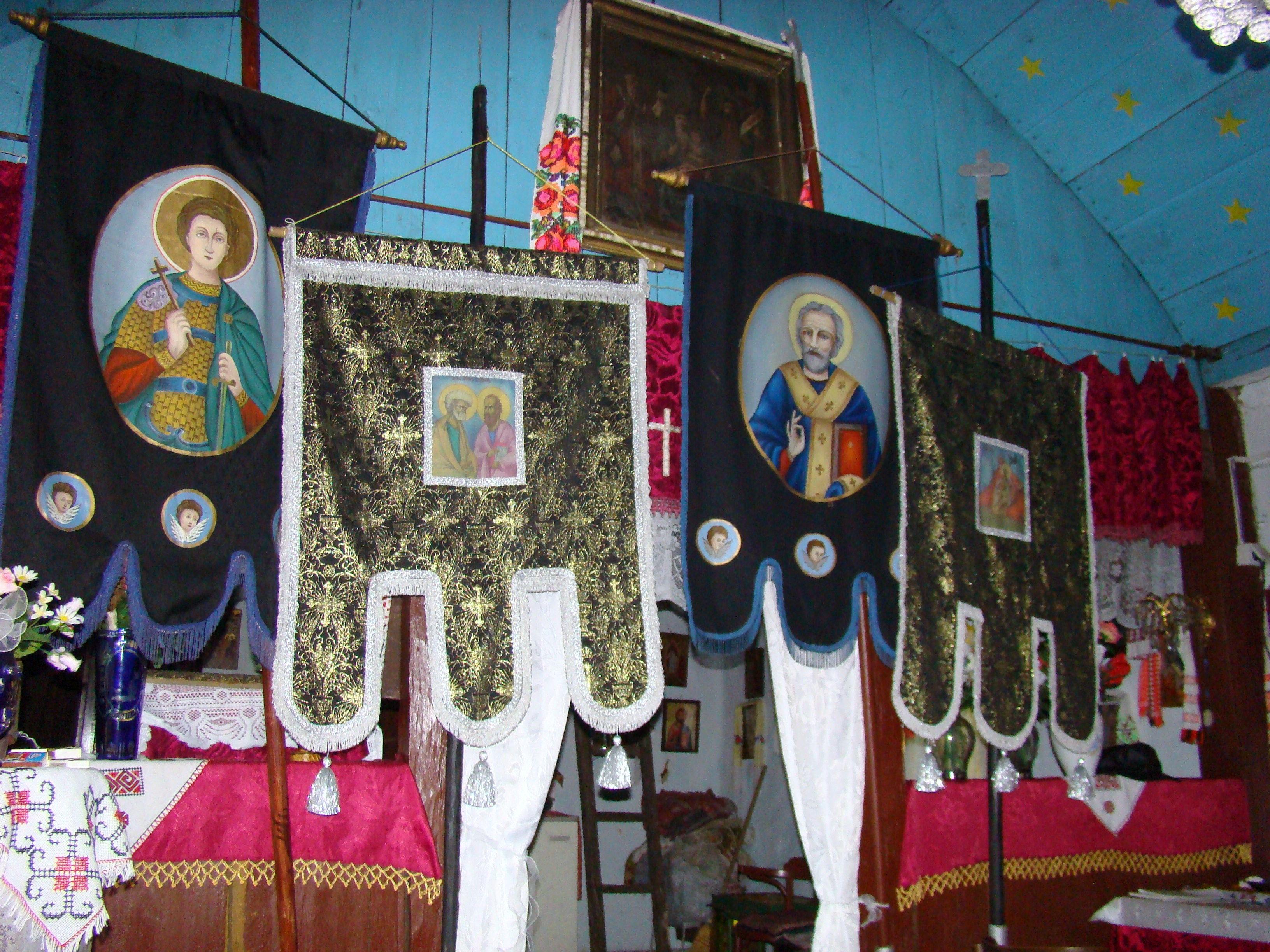
Prapuri
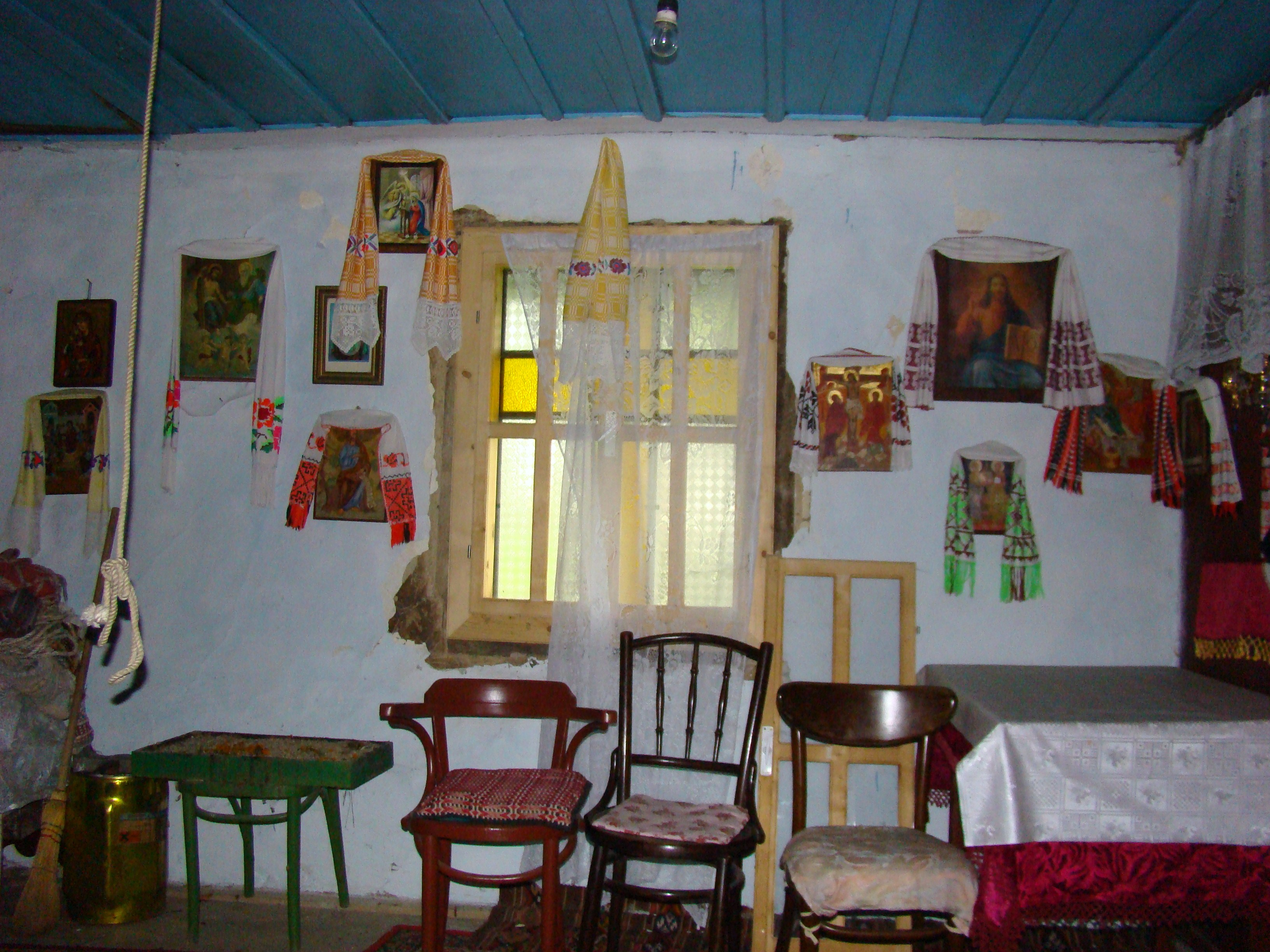
Interiorul navei
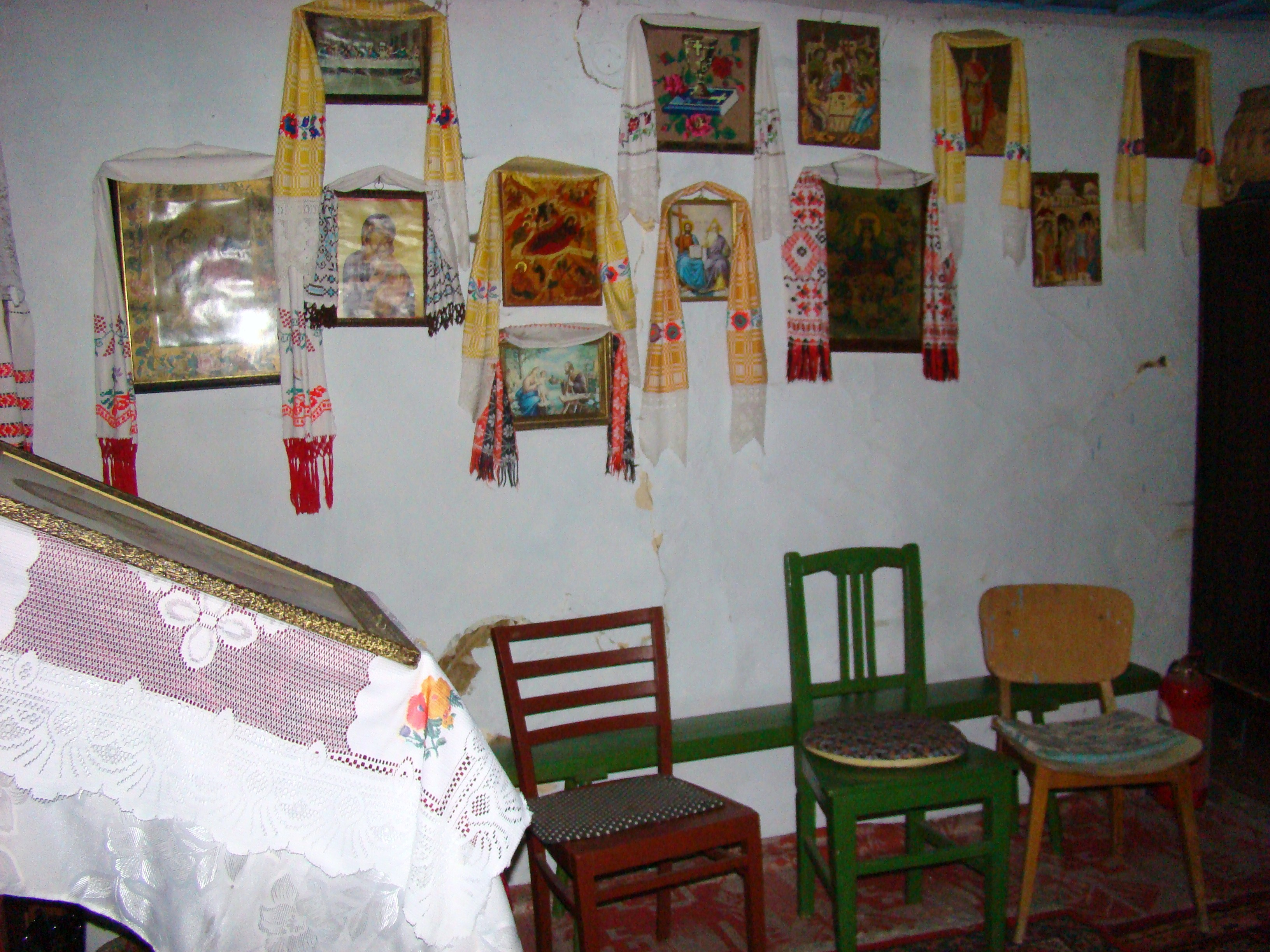
Interiorul navei
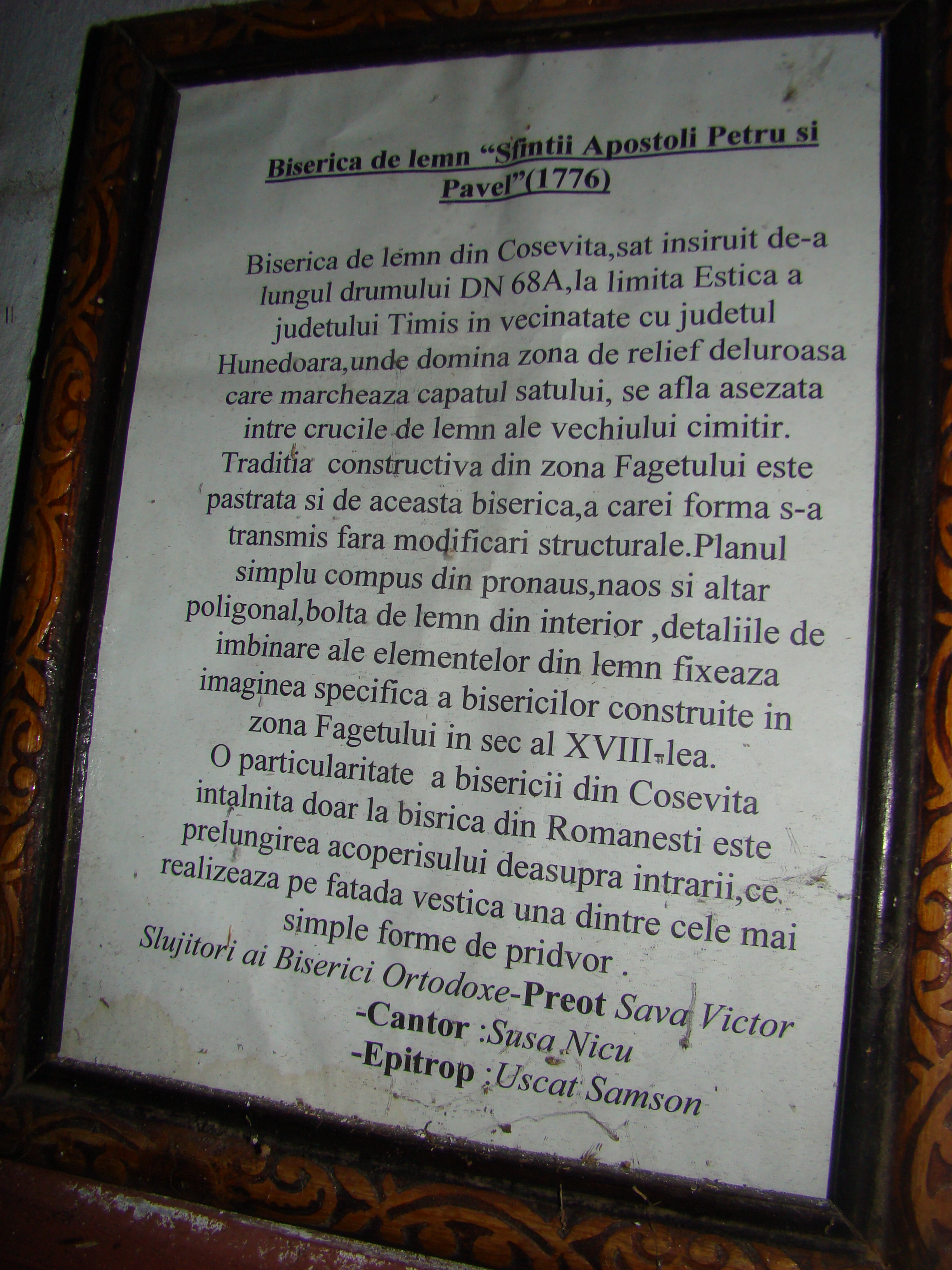
Istoric